# Lista odcinków serialu The 100
Poniżej znajduje się lista odcinków (wraz z opisem fabuły odcinków) serialu telewizyjnego The 100 – emitowanego przez amerykańską stację telewizyjną The CW od 19 marca 2014 roku. W Polsce serial jest emitowany na polskojęzycznej wersji platformy Netflix.

## Przegląd sezonów
| Sezon | Sezon | Odcinki | Pierwsza emisja      | Pierwsza emisja  | Data udostępnienia | Data udostępnienia  |
| Sezon | Sezon | Odcinki | Premiera sezonu      | Finał sezonu     | Premiera sezonu    | Finał sezonu        |
| ----- | ----- | ------- | -------------------- | ---------------- | ------------------ | ------------------- |
|       | 1     | 13      | 19 marca 2014        | 11 czerwca 2014  | 23 lutego 2016     | 23 lutego 2016      |
|       | 2     | 16      | 22 października 2014 | 11 marca 2015    | 23 lutego 2016     | 23 lutego 2016      |
|       | 3     | 16      | 21 stycznia 2016     | 19 maja 2016     | 1 czerwca 2016     | 1 czerwca 2016      |
|       | 4     | 13      | 1 lutego 2017        | 24 maja 2017     | 9 lutego 2017      | 1 czerwca 2017      |
|       | 5     | 13      | 24 kwietnia 2018     | 8 sierpnia 2018  | 2 maja 2018        | 15 sierpnia 2018    |
|       | 6     | 13      | 30 kwietnia 2019     | 6 sierpnia 2019  | 8 maja 2019        | 14 sierpnia 2019    |
|       | 7     | 16      | 20 maja 2020         | 30 września 2020 | 28 maja 2020       | 8 października 2020 |

## Obsada
Poniższa lista zawiera aktorów, którzy zagrali pierwszoplanową rolę w przynajmniej jednym sezonie.
| Postać          | Odtwórca            | Afiliacja postaci            | Sezony                                                                   |
| --------------- | ------------------- | ---------------------------- | ------------------------------------------------------------------------ |
| Clarke Griffin  | Eliza Taylor-Cotter | 100 / Skaikru                | 1–7                                                                      |
| Abby Griffin    | Paige Turco         | Skaikru                      | 1–6                                                                      |
| Bellamy Blake   | Bob Morley          | 100 / Skaikru                | 1–7                                                                      |
| Marcus Kane     | Henry Ian Cusick    | Skaikru                      | 1–6                                                                      |
| Monty Green     | Christopher Larkin  | 100 / Skaikru                | 1–5                                                                      |
| Octavia Blake   | Marie Avgeropoulos  | 100 / Skaikru                | 1–7                                                                      |
| Thelonious Jaha | Isaiah Washington   | Skaikru                      | 1–5                                                                      |
| Raven Reyes     | Lindsey Morgan      | Skaikru                      | 1 (rola drugoplanowa), 2–7 (rola pierwszoplanowa)                        |
| John Murphy     | Richard Harmon      | 100 / Skaikru                | 1–2 (rola drugoplanowa), 3–7 (rola pierwszoplanowa)                      |
| Echo            | Tasya Teles         | Ziemianka (Ice Nation)       | 2–3 (występ gościnny), 4 (rola drugoplanowa), 5–6 (rola pierwszoplanowa) |
| Jasper Jordan   | Devon Bostick       | 100 / Skaikru                | 1–4                                                                      |
| Finn Collins    | Thomas McDonell     | 100 / Skaikru                | 1–2                                                                      |
| Lincoln         | Ricky Whittle       | Ziemianin (Trikru) / Skaikru | 1 (rola drugoplanowa), 2–3 (rola pierwszoplanowa)                        |
| Król Roan       | Zach McGowan        | Ziemianin (Azgeda)           | 3 (rola drugoplanowa), 4 (rola pierwszoplanowa)                          |
| Wells Jaha      | Eli Goree           | 100 / Skaikru                | 1                                                                        |

## Lista odcinków

### Sezon 1 (2014)
| Nr | #  | Tytuł                     | Polski tytuł                 | Reżyseria      | Scenariusz                              | Premiera (The CW) | Premiera w Polsce (Netflix Polska) |
| --- | -- | ------------------------- | ---------------------------- | -------------- | --------------------------------------- | ----------------- | ---------------------------------- |
| 1 | 1  | Pilot                     | Pilot                        | Bharat Nalluri | Jason Rothenberg                        | 19 marca 2014     | 23 lutego 2016                     |
| 97 lat po wojnie nuklearnej ocalała ludzkość zamieszkuje stację kosmiczną na orbicie Ziemi, zwaną Arką. Setka osób, składająca się z młodzieży i dzieci, którzy złamali prawo, zostaje wysłana na Ziemię, by sprawdzić, czy nadaje do zamieszkania. Wśród nich znajduje się 17-letnia Clarke Griffin, córka lekarki Abby. Po wylądowaniu setka ma za zadanie odnaleźć ruiny Mount Weather Emergency Operations Center, w których mają znajdować się zapasy żywności. Grupa eksploracyjna odkrywa tubylców, których nazwano groundersi. Tubylcy ranią i porywają Jaspera, członka 100. Przywódcą 100 zostaje Bellamy. Zachęca on pozostałych do zdjęcia opasek, które monitorują parametry życiowe i zapewniają członkom ekspedycji kontakt z Arką. Na stacji kosmicznej kanclerz Jaha zostaje postrzelony, a władzę przejmuje bezwzględny Kane. |    |                           |                              |                |                                         |                   |                                    |
| 2 | 2  | Earth Skills              | Ziemskie umiejętności        | Dean White     | Jason Rothenberg                        | 26 marca 2014     | 23 lutego 2016                     |
| Kanclerz Jaha dochodzi do zdrowia. Abby prosi o pomoc Raven, mechanika, aby pomogła jej dostać się na Ziemię. W tym samym czasie na Ziemi Clarke, Wells, Murphy i Bellamy wyruszają na ratunek Jasperowi. Znajdują go przywiązanego do drzewa i wracają z nim do obozu. Po drodze udaje im się także upolować panterę. Po powrocie, Bellamy namawia członków 100 do ściągnięcia opasek w zamian za jedzenie. Clarke nie ściąga jej. Podczas, gdy na Arce myślą, że ludzie na Ziemi umierają, ktoś obserwuje setkę. |    |                           |                              |                |                                         |                   |                                    |
| 3 | 3  | Earth Kills               | Ziemia zabija                | Dean White     | Elizabeth Craft, Sarah Fain             | 2 kwietnia 2014   | 23 lutego 2016                     |
| W retrospekcji poznajemy inżyniera Jake′a – ojca Clarke. Odkrywa on problem z systemem podtrzymywania życia i postanawia poinformować o tym mieszkańców stacji. Kanclerz, bojąc się wybuchu paniki, wydaje na niego wyrok śmierci przez dekompresję. Na Ziemi Clarke, Finn i Wells szukają wodorostów, z których można wyprodukować antybiotyk do wyleczenia Jaspera. Bellamy organizuje grupę myśliwską, za którą podąża 13-letnia Charlotte. Toksyczna mgła zmusza Clarke, Wellsa i Finna do schowania się w zakopanym wraku samochodu, gdzie udaje im się znaleźć alkohol. Nietrzeźwa Clarke oskarża Wellsa o to, że doprowadził do śmierci jej ojca. Bellamy i Charlotte ukrywają się przed mgłą w jaskini. Gdy dziewczynkę dręczą koszmary, radzi jej walczyć z nimi. Clarke godzi się z Wellsem, odkrywając, że za śmiercią jej ojca stała jej matka. Charlotte, źle interpretując słowa Bellamy'ego, zabija Wellsa, winiąc go za śmierć swoich rodziców. |    |                           |                              |                |                                         |                   |                                    |
| 4 | 4  | Murphy's Law              | Prawo Murphy'ego             | P.J. Pesce     | T.J. Brady, Rasheed Newson              | 9 kwietnia 2014   | 23 lutego 2016                     |
| Monty próbuje wykorzystać opaski do skontaktowania się z Arką. Jasper i Octavia znajdują nóż Murphy'ego oraz dwa palce Wellsa. Clarke publicznie oskarża Murphy′ego o zabójstwo, co doprowadza do linczu i próby powieszenia chłopaka. Charlotte, patrząc na egzekucję, przyznaje się do zamordowania Wellsa, co ratuje Murphy′emu życia. Dziewczynka ucieka, a pomagają jej Clarke i Finn, którzy ukrywają ją w bunkrze. Charlotte z powodu poczucia winy popełnia samobójstwo, zrzucając się z klifu. Bellamy decyduje się wygnać Murphy'ego z obozu. Monty przypadkowo niszczy wszystkie opaski, co uniemożliwia kontakt ze stacją. Sfrustrowany Finn udaje się bo bunkra. Między nim a Clarke dochodzi do stosunku. Na Arce Abby i Raven próbują nielegalnie kupić regulator ciśnienia, który potrzebny jest do naprawy kapsuły. Kane orientuje się w zamiarach Abby i postanawia ją aresztować. Raven sama odlatuje kapsułą na Ziemię.                     |    |                           |                              |                |                                         |                   |                                    |
| 5 | 5  | Twilight's Last Gleaming  | Ostatni promień blasku       | Milan Cheylov  | Bruce Miller                            | 16 kwietnia 2014  | 23 lutego 2016                     |
| Nieprzytomna Raven dociera na Ziemię. Jako pierwszy odnajduje ją Bellamy, który niszczy radiostację, bojąc się, że ktoś dowie się o jego tajemnicy. Finn i Clarke pomagają jej. Clarkę jest zdruzgotana, po tym, jak dowiedziała się, że Raven jest dziewczyną Finna. Raven musi przekazać Arce informacje o tym, iż Ziemia nadaje się do zamieszkania, w przeciwnym razie na Arce 300 osób zostanie zabitych z powodu niedoboru tlenu. Bellamy znajduje radio, ale nie udaje się go naprawić. Aby nawiązać kontakt ze stacją, grupa wysyła flary. Władze stacji kosmicznej planują odciąć od tlenu cały sektor. Aby do tego nie dopuścić, Abby emituje nagranie Jake′a. Do kanclerza zgłaszają się ochotnicy, którzy są gotowi poświęcić swoje życie dla dobra ogółu. Po zabiciu ochotników Jaha dostrzega flary wystrzelone z Ziemi. Octavia zostaje pojmana przez Ziemianina.                                                                                |    |                           |                              |                |                                         |                   |                                    |
| 6 | 6  | His Sister's Keeper       | Opiekun swojej siostry       | Wayne Rose     | Tracy Bellomo, Dorothy Fortenberry      | 23 kwietnia 2014  | 23 lutego 2016                     |
| W retrospekcji ukazane są narodziny Octavii, która rodziła się na oczach Bellamy′ego. Ze względu na politykę jednego dziecka, Octavia całe swoje dzieciństwo ukrywała się w pokoju z matką i bratem. Matka parała się prostytucją po to, by znać terminy inspekcji pokojów. Kiedy Octavia skończyła 16 lat, Bellamy zabrał ją na bal maskowy. Podczas imprezy została zdemaskowana, co doprowadziło do egzekucji jej matki. Retrospekcja ukazuje także układ pomiędzy Bellamym a komandorem Shumwayem, który zaoferował Bellamy′emu miejscu na statku lecącym na Ziemię w zamian za zabicie kancelarza Jahy. W czasie teraźniejszym Bellamy szuka w obozie swojej siostry. Kiedy nie przynosi to efektu, organizuje ekspedycję poszukiwawczą. Clarke i Raven szukają w bunkrze radia aby skontaktować się z Arką. Raven zauważa związek pomiędzy Finnem a Clarke. Bellamy, Finn i Jasper odbijają Octavię z rąk Ziemianina. Finn zostaje ciężko ranny.          |    |                           |                              |                |                                         |                   |                                    |
| 7 | 7  | Contents Under Pressure   | Pod wysokim ciśnieniem       | John Showalter | Akela Cooper, Kira Snyder               | 30 kwietnia 2014  | 23 lutego 2016                     |
| Nad obóz nadciąga huragan, a Finn jest bliski śmierci od zatrutego ostrza. Bellamy torturuje Ziemianina, aby uzyskać antidotum dla Finna. Raven nawiązuje kontakt z Arką. Clarke radzi się matki, w jaki sposób uleczyć Finna. Abby po zwolnieniu z aresztu traci miejsce w Radzie Arki na rzecz Diany Sydney, byłej kanclerz. Władze Arki decydują się na uruchomienie projektu Exodus, który może zabrać na Ziemię 25% populacji stacji. Dodatkowo rośnie napięcie między członkami rady po śmierci 320 mieszkańców Arki. Na planecie Ziemianin wyjawia lek na zatrucie Finna, dopiero po skaleczeniu się zatrutym ostrzem przez Octavię, w której jest zakochany. |    |                           |                              |                |                                         |                   |                                    |
| 8 | 8  | Day Trip                  | Wycieczka                    | Matt Barber    | Andrei Haq, Elizabeth Craft, Sarah Fain | 7 maja 2014       | 23 lutego 2016                     |
| Obozowicze nawiązują połączenie video z Arką. Władze Arki informują 100 o podziemnych bunkrach, w których mogliby przeżyć zimę. Bellamy i Clarke znajdują w jednym z nich broń. Jeden ze 100, Dax, otrzymuje polecenie od Komandora Shumwaya zlikwidowania Bellamy′ego, który mógł ujawnić spisek na życie Jahy. Po zatruciu się grzybami halucynogennymi przez obozowiczów, Octavia uwalnia Ziemianina, Lincolna. Bellamy i Clarke także mają halucynacje. Chłopak ma wizje, w których widzi zmarłych, zabitych podczas ostatniej eksterminacji na Arce. Postacie z halucynacji oskarżają go o to, iż doprowadził do ich śmierci. Bellamy uchodzi z życiem po ataku Daxa. Postanawia opowiedzieć kanclerzowi o spisku na jego życie i roli Komandora. Shumway zostaje aresztowany, a następnie zamordowany przez ludzi Diany Sydney. |    |                           |                              |                |                                         |                   |                                    |
| 9 | 9  | Unity Day                 | Dzień Jedności               | John Behring   | Kim Shumway, Kira Snyder                | 14 maja 2014      | 23 lutego 2016                     |
| Na Arce i na Ziemi ludzie świętują Dzień Jedności. Podczas orędzia kanclerza wybucha bomba, która zabija prawie wszystkich członków Rady oraz matkę Marcusa. Diana przeprowadza rewoltę, zajmując statek Exodus. Abby przypadkowo zostaje zamknięta wraz z buntownikami. Negocjacje z rewolucjonistami nie przynoszą efektu. Diana wraz ze swoimi ludźmi uruchamia statek, co doprowadza do awarii prądu na całej Arce i zniszczenia innych statków. W tym samym czasie na Ziemi, Finn, dzięki Lincolnowi, organizuje spotkanie z Ziemianami. Clarke zostaje wybrana na reprezentantkę 100. Spotyka się z Anyą, przywódczynią Ziemian. Jasper dostrzega łuczników, którzy zabezpieczają spotkanie i atakuje ich. Po bitwie, Clarke i Bellamy obserwują statek kosmiczny, który wkracza w atmosferę i rozbija się. |    |                           |                              |                |                                         |                   |                                    |
| 10 | 10 | I Am Become Death         | Stałem się śmiercią          | Omar Madha     | T.J. Brady, Rasheed Newson              | 21 maja 2014      | 23 lutego 2016                     |
| Murphy powraca do obozu, twierdząc, iż był torturowany przez Ziemian. Po jego powrocie członkowie obozu zaczynają poważnie chorować. Okazuje się, że Ziemianie wykorzystali go jako broń biologiczną. Lincoln informuje Octavię, że Ziemianie przygotowują się do ataku. Aby do niego nie dopuścić, Raven buduje bombę, którą zamierza zniszczyć most (na którym w odcinku dziewiątym miało miejsce spotkanie Anyi i Clarke). Jasper podejmuje się zadania detonacji bomby. W obozie Murphy zabija Connora, mszcząc się za próbę powieszenia go. Raven, widząc, że Finn jest zakochany w Clarke, zrywa z nim. |    |                           |                              |                |                                         |                   |                                    |
| 11 | 11 | The Calm                  | Cisza                        | Mairzee Almas  | Bruce Miller                            | 28 maja 2014      | 23 lutego 2016                     |
| Po tym jak ogień niszczy zapasy obozowiczów, grupa myśliwych udaje się na polowanie. Clarke, Finn i Myles zostają zaatakowani. Clarke i Finn trafiają do niewoli Anyi, która rozkazuje dziewczynie uleczyć ciężko ranną Tris. Pomimo wysiłków Clarke Tris umiera, przez co Finn ma zostać zabity. Dziewczynie udaje się uciec z więzienia. Bellamy, Raven, Octavia i Monty wyruszają w poszukiwaniu zaginionych i odnajdują rannego Mylesa. Kane budzi się na zdewastowanej Arce. Szukając innych ocalałych, odkrywa, że Jaha przeżył i próbuje uruchomić systemy Arki. Kane′owi udaje się uratować m.in. Abby. |    |                           |                              |                |                                         |                   |                                    |
| 12 | 12 | We Are Grounders – Part 1 | Jesteśmy Ziemianami: Część 1 | Dean White     | Tracy Bellomo, Akela Cooper             | 4 czerwca 2014    | 23 lutego 2016                     |
| Clarke zostaje ponownie złapana przez Anyę, która prowadzi ją do Tristana, bezwzględnego wojownika. Lincoln uwalnia ją oraz Finna. Uciekają przez tunele Żniwiarzy, kanibali, którzy sieją postrach wśród Ziemian. W obozie 100 Murphy przejmuje statek i bierze Jaspera jako zakładnika. Bellamy zamienia się z Jasperem. Raven udaje się otworzyć drzwi do statku i uratować Bellamy′ego przed powieszeniem. Murphy wysadza dziurę w statku, kradnie radio i ucieka z obozu. Po powrocie Clarke przekonuje obozowiczów do ucieczki w stronę oceanu, aby uniknąć ataku Ziemian. Na Arce Jaha planuje sprowadzić Arkę na powierzchnię Ziemi. |    |                           |                              |                |                                         |                   |                                    |
| 13 | 13 | We Are Grounders – Part 2 | Jesteśmy Ziemianami: Część 2 | Dean White     | Jason Rothenberg                        | 11 czerwca 2014   | 23 lutego 2016                     |
| Ziemianie dowodzeni przez Tristana atakują 100 i zmuszają ich do odwrotu do obozu. Jasper odpala rakiety startowe statku, doprowadzając do wytworzenia olbrzymiej fali ognia, która zabija 300 Ziemian. Gdy obozowicze wychodzą z kapsuły, ktoś rozpyla gaz usypiający. Clarke budzi się w zamkniętym pokoju w nieznanym miejscu. Okazuje się, że jest to baza Mount Weather. W tym samym czasie na Arce trwają przygotowania do powrotu na Ziemię. Kanclerz Jaha poświęca się i odpala silniki, sam zostając na stacji kosmicznej. Na Ziemię dociera podzielona na części Arka, a wśród ocalonych są m.in. Kane i Abby. |    |                           |                              |                |                                         |                   |                                    |

### Sezon 2 (2014–2015)
8 maja 2014 roku, stacja The CW ogłosiła zamówienie 2 sezonu The 100
| Nr | #  | Tytuł                           | Polski tytuł                  | Reżyseria         | Scenariusz                    | Premiera (The CW)    | Premiera w Polsce (Netflix Polska) |
| --- | -- | ------------------------------- | ----------------------------- | ----------------- | ----------------------------- | -------------------- | ---------------------------------- |
| 14 | 1  | The 48                          | Czterdziestu ośmiu            | Dean White        | Jason Rothenberg              | 22 października 2014 | 23 lutego 2016                     |
| Clarke pozostając w zamkniętej izolatce dostrzega przez okno, iż Monty zajmujący pomieszczenie naprzeciwko zostaje wyprowadzony. Clarke podejmuje próbę ucieczki, raniąc się szkłem. Dziewczyna dostrzega, iż w Mount Weather żyją ludzie, którzy pozostają w bunkrze, ponieważ nie są odporni na promieniowanie w przeciwieństwie do Ziemian i mieszkańców Arki. Clarke spotyka się z prezydentem Mounth Weather, Dante Wallace'em, który prosi ją o pozostanie. Clarke nie wierzy mężczyźnie i planuje ucieczkę, jednak jest powstrzymana przez Jaspera, który skuszony dobrymi warunkami bytowymi w Mount Weather, postanawia tam zostać. Clarke planuje więc ucieczkę na własną rękę. W międzyczasie Ziemianie porywają Finna i Bellamy'ego. Zostają oni jednak uwolnieni przez Kane'a i Abby oraz pozostałych przybyszów z Arki. Zostają także odnalezioni Raven i Murphy. Bellamy atakuje Murphy'ego za co zostaje aresztowany przez Kane'a. Kane ustanawia obóz Camp Jaha, który składa się ze statku kosmicznego, jakim mieszkańcy Arki dotarli na Ziemię. Lincoln usiłuje uratować Octavię, która została zatruta ostrzem, zmuszony jest dostarczyć ją do swojej wioski. |    |                                 |                               |                   |                               |                      |                                    |
| 15 | 2  | Inclement Weather               | Sekrety Mount Weather         | John Showalter    | Michael Angeli                | 29 października 2014 | 23 lutego 2016                     |
| Jaha znajduje na Arce dziecko. Kanclerz postanawia je ocalić, poprzez dotarcie do Ziemi. Clarke konfrontuje się z Dante, nabierając kolejnych podejrzeń wobec Mount Weather. Octavia zostaje uleczona przez Nyko, przyjaciela Lincolna. Dziewczyna bierze Nyko za zakładnika i udaje się do wioski dowodzonej przez Indrę, w której przetrzymywany jest Lincoln. Abby operuje kręgosłup Raven i usuwa kulę. Jaha orientuje się, iż znalezione dziecko jest wytworem jego wyobraźni, kanclerz ma wizję, w której rozmawia ze swoim synem. Wells zachęca ojca by ratował swoje życie. Jaha za pomocą rakiety dociera do Ziemi. Podczas wymiany Nyko na Lincolna, dochodzi do ataku żniwiarzy, którzy porywają Lincolna. Clarke dociera do Anyi, która jest przetrzymywana wraz z innymi Ziemianami w klatkach. Od Ziemian pobierana jest krew, która leczy mieszkańców Mount Weather. |    |                                 |                               |                   |                               |                      |                                    |
| 16 | 3  | Reapercussions                  | W szponach Żniwiarzy          | Dean White        | Aaron Ginsburg, Wade McIntyre | 5 listopada 2014     | 23 lutego 2016                     |
| Clarke i Anya uciekają z Mount Weather przez tunele żniwiarzy. Abby po tym jak pozwoliła między innymi Finnowi i Bellamy'emu opuścić obóz, zostaje ukarana elektrowstrząsami przez major Byrne, która wcześniej przekonuje Kane'a do wymierzenia tej kary. Octavia dołącza do grupy Indry po to, by uwolnić Lincolna. W Mount Weather Jasper i Monty martwią się nieobecną Clarke. Kane wyrusza z obozu by znaleźć grupę Finna i Bellamy'ego. Mianuje on Abby nowym Kanclerzem. Clarke i Anya ryzykują życiem, by przedostać się przez tunele. Anya bierze Clark za zakładnika. Lincoln zostaje doprowadzony do Mount Weather przez żniwiarzy. Okazuje się, iż żniwiarze współpracują z żołnierzami Mounth Weather, dostarczając im żywych Ziemian w zamian za możliwość konsumpcji umarłych. Lincoln zostaje wytypowany jako królik doświadczalny do eksperymentów na Ziemianach. |    |                                 |                               |                   |                               |                      |                                    |
| 17 | 4  | Many Happy Returns              | Powroty                       | P.J. Pesce        | Kim Shumway                   | 12 listopada 2014    | 23 lutego 2016                     |
| Jaha zostaje uratowany na pustyni przez chłopca o imieniu Zoran. Jaha trafia do rodziny chłopca, dowiaduje się od niej o „City of Light” (Miastu Światła). Grupa Bellamy'ego odnajduje Melę (wiszącą na przepaści), która ocalała podczas lądowania Arki. Podczas próby ratowania Mel ginie Sterling. Clarke i Anya uciekają przed żołnierzami z Mount Weather. Raven po operacji wraca do pracy, otrzymuje od Wicka ortezę. Octavia spotyka się z Bellamym i jego grupą. Jaha zostaje zmuszony siłą do opuszczenia rodziny Zorana. Clarke i Anya po wielu perturbacjach docierają do Camp Jaha. Strażnicy biorą Anyę za napastnika i zabijają ją na oczach Clarke. |    |                                 |                               |                   |                               |                      |                                    |
| 18 | 5  | Human Trials                    | Próby na ludziach             | Ed Fraiman        | Charles Grant Craig           | 19 listopada 2014    | 23 lutego 2016                     |
| Clarke spotyka się z matką i przyjaciółmi w Camp Jaha. Kane ma nadzieję zawrzeć pokój z Ziemianami, zostaje jednak pojmany i osadzony w tej samej celi co Jaha. Clarke wraz z przyjaciółmi wyrusza z obozu by odnaleźć Finna i Murphy'ego. W Mount Weather na Lincolnie są przeprowadzane okrutne testy medyczne. Jasper poświęca się aby ratować Mayę, która zostaje skażona radioaktywnie. Chłopak oddaje jej swoją krew. Monty nie ufając doktor Tsing, jest świadkiem zabiegów jakim poddawany jest Jasper. Jego krew ostatecznie uzdrawia Mayę, Cage (oprawca Lincolna i syn prezydenta) prosi ojca o zgodę na eksperymenty z pozostałymi członkami 100. Wallace odmawia. Finn szukając Clarke dopuszcza się ludobójstwa w wiosce Ziemian, zabijając 18 osób. |    |                                 |                               |                   |                               |                      |                                    |
| 19 | 6  | Fog of War                      | Zasłona dymna                 | Steven DePaul     | Kira Snyder                   | 3 grudnia 2014       | 23 lutego 2016                     |
| Dwa dni po masakrze w wiosce, Raven odkrywa iż Mount Weather zagłusza komunikację. Z Camp Jaha wyrusza grupa, która ma za zadanie zając się problemem zagłuszania łączności. Bellamy i Octavia odkrywają, iż Lincoln został Żniwiarzem. Raven odkrywa, iż kwaśna mgła jest bronią sterowaną przez Mount Weather. Prezydent Wallace prosi Jaspera, by przekonał członków 100 przebywających w Mount Weather, by dobrowolnie oddali krew. Jasperowi nie udaje się nikogo do tego przekonać, Maya pokazuje mu za to klatki, w których trzymani są Ziemianie oraz oznajmia, iż celowo została skażona, by Jasper musiał oddać jej swoją krew. Jaha i Kane są zmuszeni przez Ziemian do walki między sobą. Kane zamierza się poświęcić, by Jaha mógł przeżyć. Dyskusję pomiędzy mężczyznami obserwuje kobieta pozostawiona przez Ziemian. Dziewczyna przekonując się o dobrych intencjach Jahy i Kane'a ujawnia się jako dowódca – Lexa. Jaha zostaje wysłany do obozu, przekazuje wiadomość, iż Lexa dała obozowiczom dwa dni na opuszczenie bazy. |    |                                 |                               |                   |                               |                      |                                    |
| 20 | 7  | Long Into an Abyss              | Gdy długo zaglądamy w otchłań | Antonio Negret    | James Thorpe                  | 10 grudnia 2014      | 23 lutego 2016                     |
| Po ultimatum postawionym przez Lexę Abby i Jaha kłócą się na temat tego, co należy zrobić. Jaha chce aby cały obóz wyruszył na poszukiwanie Miasta Światła, podczas gdy Abby chce pozostać po to, by uwolnić 47 członków 100, którzy są przetrzymywani w Mount Weather. Octavia, Bellamy i Clarke zajmują się w statku (w którym była baza 100, w pierwszym sezonie serialu) Lincolnem, próbując go uzdrowić. Clarke uważa, iż przywrócenie Lincolna do życia zrobiłoby dobre wrażenie na Ziemianach. Ostatecznie Lincoln zostaje wyleczony przez Abby, dzięki czemu Lexa proponuje rozejm, żądając jednak wydania Finna. W Mount Weather Jasper, Monty, Miller i Harper odkrywają, iż na Ziemię dotarli mieszkańcy Arki. Dr Tsing zamierza zabić wszystkich 47 członków 100 po to, by pozyskać ich szpiki kostne. Prezydent Wallace się temu przeciwstawia, nie mniej jednak jego syn Cage rozpoczyna proces, zaczynając eksperymenty na Harper. |    |                                 |                               |                   |                               |                      |                                    |
| 21 | 8  | Spacewalker                     | Astronauta                    | John F. Showalter | Bruce Miller                  | 17 grudnia 2014      | 23 lutego 2016                     |
| Clarke wraca do obozu z informacją, iż Ziemianie zawrą pokój tylko wtedy jeżeli zostanie im wydany Finn. W retrospekcjach ukazane zostają relację Finna i Raven na Arce: Finn został uwięziony, po tym jak umożliwił Raven nielegalny spacer w kosmosie. Abby i Kane rozważają uzyskanie rozejmu w zamian za postawienie Finna przed sądem. Finn pomimo wysiłku przyjaciół, sam oddaje się w ręce Ziemian. Clarke udaje się do Lexy aby jeszcze raz ją poprosić o darowanie życie Finnowie, kiedy to nie przynosi skutku, Clarke prosi o to by mogła się z nim pożegnać. Podczas pożegnania dziewczyna wbija mu nóż w serce, powodując natychmiastową śmierć po to, by Finn nie został poddany brutalnym torturom, które stosują Ziemianie wobec skazanych na śmierć. |    |                                 |                               |                   |                               |                      |                                    |
| 22 | 9  | Remember Me                     | Pamiętaj mnie                 | Omar Madha        | Dorothy Fortenberry           | 21 stycznia 2015     | 23 lutego 2016                     |
| Po śmierci Finna jego ciało zostaje przewiezione do wioski Ziemian aby dokończyć rytuał. Procesji towarzyszy Clarke oraz grupa osób z Arki. Clarke jest prześladowana przez wizje, w której pojawia się Finn. Bellamy chce dostać się do Mount Weather aby działać jako szpieg i sabotażysta. W wiosce Ziemian Kane przekazuje Lexie napitek. Jej przyboczny, Gustus próbuje trunku, a następnie osuwa się na ziemię. Raven zostaje oskarżona o zatrucie alkoholu a następnie przywiązana do pala, na którym Ziemianie ją torturują za pomocą cięć. Clarke ma wizję, w której Finn wskazuje jej, iż to nie alkohol był zatruty a kieliszek. Clarke oskarża o intrygę Gustusa, który zostaje skazany na śmierć. Wyrok (po wcześniejszych torturach) wykonuje Lexa. Rozejm zostaje zawarty, zaś Clarke ostatecznie decyduje się wysłać Bellamy'ego do Mount Weather. |    |                                 |                               |                   |                               |                      |                                    |
| 23 | 10 | Survival of the Fittest         | Przetrwają najsilniejsi       | Mairzee Almas     | Aaron Ginsburg, Wade McIntyre | 28 stycznia 2015     | 23 lutego 2016                     |
| Clarke i Lexa zostają zaatakowane przez zmutowanego goryla. Lexa zostaje ranna a następnie uratowana przez Clarke. Lincoln prowadzi Bellamy'ego do Mount Weather korzystając z tuneli Żniwiarzy. Lincoln porzuca Bellamy'ego w momencie, gdy zostaje mu zaproponowany narkotyk. Jaha przekonuje Murphy'ego by wyruszył z nim na wyprawę w poszukiwaniu Miasta Światła. Indra mianuje Octavię swoją zastępczynią. Kane ostrzega Octavię, iż po zakończeniu wojny z Mount Weather prawdopodobnie nie uda się utrzymać pokoju pomiędzy Ziemianami a przybyszami z Arki. |    |                                 |                               |                   |                               |                      |                                    |
| 24 | 11 | Coup de Grâce                   | Śmiertelny cios               | P.J. Pesce        | Charlie Craig                 | 4 lutego 2015        | 23 lutego 2016                     |
| Bellamy zostaje umieszczony w klatce w Mount Weather razem z Ziemianami. Jasper bezskutecznie szuka Mounty'ego i Harper. Konfrontuje się z prezydentem Wallace’em, pytając o zaginionych. Cage wysyła snajperów by zabili Clark i Lexę, zostają oni jednak przychwyceni a jeden z nich (Emerson) zabrany na przesłuchanie. Maya odkrywa, iż Bellamy został powieszony na haku w celu pobrania krwi, dziewczyna ratuje go. Prezydent Wallace i Jasper odkrywają nielegalne eksperymenty doktor Tsing na Montym i Harper. Cage zastępuje ojca i zostaje prezydentem, rozkazując zamknięcie wszystkich przybyszów z Arki, którzy przebywają w Mount Weather. Clarke wysyła Emersona z powrotem do Mount Weather. Przekazuje on informację o ataku na bazę. |    |                                 |                               |                   |                               |                      |                                    |
| 25 | 12 | Rubicon                         | Rubikon                       | Mairzee Almas     | Aaron Ginsburg, Wade McIntyre | 11 lutego 2015       | 23 lutego 2016                     |
| Kiedy Emerson wraca do Mount Weather, wita go Cage, który bez żadnej maski przebywa na zewnątrz. Cage chwali się, iż pobieranie szpiku od członków 100 pozwala mieszkańcom Mount Weather żyć na zewnątrz bunkra. Jasper informuje pozostałych o obecności Bellamy'ego w bunkrze. Jaha i jego grupa napotykają na dziwną kobietę o imieniu Emori, która oferuje pomoc jako przewodniczka. Bellamy kontaktuje się przez radio z Clarke. Clarke i Raven podsłuchują, iż Cage planuje zbombardować pokojową konferencję z Tondc. Clarke udaje się do tej wsi by ostrzec o ataku Lexę. Lexa nie zgadza się na ewakuację, aby nie zdemaskować Bellamy'ego. Lexa i Clarke ewakuują się, pozostawiając innych na śmierć. Clarke wycofując się z wioski zauważa swoją matkę, następnie następuje eksplozja. |    |                                 |                               |                   |                               |                      |                                    |
| 26 | 13 | Resurrection                    | Odrodzenie                    | Dean White        | Bruce Miller                  | 18 lutego 2015       | 23 lutego 2016                     |
| Clarke i Abby przeżywają nalot na Tondc, ale Abby jest przerażona gdy dowiaduje się, iż jej córka wiedziała o ataku i nic nie zrobiła z tą informacją. Abby pomaga rannym, podczas gdy Lexa i Clarke próbują znaleźć snajpera, który atakuje wioskę. Lincoln ocala życie Indry, podczas gdy Octavia próbuje odkopać poszkodowanych. Abby odnajduje Kane'a, który jest przywalony belką. Clarke namierza i zabija snajpera z pomocą Lincolna. Zabity mężczyzna nie ma kostiumu, co utwierdza Clarke w przekonaniu iż przeciwnicy zaczęli pobierać szpik kostny od zakładników. W Mount Weather Jasper wraz z grupą walczą z wysłannikami Cage'a. Otrzymują oni pomoc od innych mieszkańców, którzy nie zgadzają się z brutalnymi zamiarami Cage'a. |    |                                 |                               |                   |                               |                      |                                    |
| 27 | 14 | Bodyguard of Lies               | Strażnik kłamstw              | Uta Briesewitz    | Kim Shumway                   | 25 lutego 2015       | 23 lutego 2016                     |
| Octavia orientuje się, iż Clarke i Lexa wiedzieli o ataku na Tondc. Aby uciszyć dziewczynę, Lexa każe ją zabić. W ostatniej chwili Octavię ratuje Clarke, która następnie zwraca się do Lexy z pretensjami. Lexa wyjawia, iż darzy Clarke uczuciem. Raven, Bellamy i Wick pracują nad unieszkodliwieniem kwaśnej mgły. Bellamy'emu udaje się w ostatniej chwili uniemożliwić wypuszczenie mgły przez ludzi w Mount Weather. Clarke i Lexa prowadzą swoje armie pod Mount Weather, szykując atak. |    |                                 |                               |                   |                               |                      |                                    |
| 28 | 15 | Blood Must Have Blood, Part One | Krew za krew: część 1         | Omar Madha        | Aaron Ginsburg, Wade McIntyre | 4 marca 2015         | 23 lutego 2016                     |
| Bellamy uwalnia Ziemian z klatek w Mount Weather. Cage szuka w kompleksie członków 100. Cage zwraca się do ojca, pytając go w jaki sposób można obronić bazę. Raven i Wick niszczą generatory, dzięki czemu drzwi do Mount Weather można otworzyć z zewnątrz. Lexa za plecami Clarke sama dogaduje się z Emersonem. Ziemianie zostają uwolnieni, w zamian za wycofanie się wojsk Lexy. Poza Mount Weather w walce o uwolnienie członków 100 pozostają tylko Clarke i Octavia, która przedziera się przez tunele. |    |                                 |                               |                   |                               |                      |                                    |
| 29 | 16 | Blood Must Have Blood, Part Two | Krew za krew: część 2         | Dean White        | Jason Rothenberg              | 11 marca 2015        | 23 lutego 2016                     |
| Clarke dołącza do Octavii. Obie dziewczyny zostają wypuszczone do kompleksu przez Bellamy'ego. Aby zapobiec pobierania szpiku od członków 100, Clarke i Bellamy biorą Dante za zakładnika. Nie powstrzymuje to Cage'a przed pobieraniem szpiku. Clarke decyduje się na zamordowanie Dantego, co z kolei prowadzi do zemsty Cage'a, który rozpoczyna pobieranie szpiku od Abby, która trafiła do niewoli. Clarke i Monty nie widząc innej możliwości doprowadzają do skażenia radioaktywnego obiektu, powodując śmierć wszystkich rezydentów, którzy nie zostali poddani kuracji z wykorzystaniem szpiku kostnego. Umiera także Maya. Cage'owi udaje się uciec, ale zostaje pojmany przez Lincolna, który obcina mu dłoń, a następnie zabija za pomocą narkotyku, który zamieniał Ziemian w Żniwiarzy. Emerson ucieka, będąc jedynym żywym przedstawicielem ludzi z Mount Weather. Clarke po powrocie do Camp Jaha ma poczucie winy. Jaha i Murphy docierają na tajemniczą wyspę, na której się rozdzielają. Murphy wchodzi do latarni, w której znajduje mieszkanie oraz film, na którym poprzedni rezydent oświadcza, iż „ona zabrała kody startowe” a następnie popełnia samobójstwo. Jaha odnajduje dobrze zachowaną willę, otoczoną przez drony. Spotyka tam sztuczną inteligencję, używającą avatara kobiety w czerwonej sukience, która przedstawia się jako A.L.I.E. Kobieta dziękuję za prezent, nuklearną głowicę ze statku, jakim Jaha dotarł na Ziemię. |    |                                 |                               |                   |                               |                      |                                    |

### Sezon 3 (2016)
| Nr | #  | Tytuł                             | Polski tytuł                | Reżyseria                                 | Scenariusz                    | Premiera (The CW) | Premiera w Polsce (Netflix Polska) |
| --- | -- | --------------------------------- | --------------------------- | ----------------------------------------- | ----------------------------- | ----------------- | ---------------------------------- |
| 30 | 1  | Wanheda: Part One                 | Wanheda: Część 1            | Dean White                                | Jason Rothenberg              | 21 stycznia 2016  | 1 czerwca 2016                     |
| Clarke ukrywa się od trzech miesięcy w lesie, romansując z Niylah, właścicielką poczty. Pewnej nocy Clarke zostaje zauważona przez łowcę nagród. Camp Jaha zostaje przemianowany na Arkadię. Lincoln zostaje członkiem Skaikru, po tym jak Lexa wydaje na niego wyrok śmierci. Octavia jest niezadowolona, iż jej partner został żołnierzem i nosi znienawidzony przez nią mundur. Bellamy wraz z grupą kilku osób napotyka na patrol Ice Nation. Jasper zostaje ranny i przewieziony do Arkadii. Pozostała część grupy Bellamy'ego dowiaduje się od Indry i Kane'a, iż za głowę Clarke wyznaczono nagrodę. Grupa wyrusza na poszukiwania Clarke, ale wpadają w pułapkę. Murphy zostaje wypuszczony z bunkra, spotyka A.L.I.E. oraz Jahę. Murphy odrzuca propozycję Jahy, by stał się częścią jego planu. Decyduje się jednak towarzyszyć Jaha, gdy na wyspę przypływa statek z Emori na pokładzie. |    |                                   |                             |                                           |                               |                   |                                    |
| 31 | 2  | Wanheda: Part Two                 | Wanheda: Część 2            | Mairzee Almas                             | Aaron Ginsburg, Wade McIntyre | 28 stycznia 2016  | 1 czerwca 2016                     |
| Organizatorami pułapki na pojazd Arkadii okazują się być członkowie Arki, którzy dotarli na Ziemię oddzielnie od głównej grupy. Okazuje się, iż wśród tych osób znajduje się matka Monty'ego. Grupa ta została zredukowana do 63 osób na skutek konfliktów z Ice Nation. Kane proponuje grupie, by osiadła w Arkadii. Trwają dalsze poszukiwania Clarke. Bellamy zostaje raniony przez łowcę nagród, który wcześniej pojmał Clarke. Indra dowiaduje się, iż łowcą nagród jest książę Roan z Ice Nation. Dostarcza on Clarke do Lexy. Jaha kontynuuje misję z A.L.I.E. Murphy aby ratować życie Emori, zabija Gideona, ochroniarza Jahy. Murphy i Emori kradną plecak z przenośnym komputerem sterującym głowicami nuklearnymi. Otan, były partner Emori zostaje poddany tajemniczemu zabiegowi i przyłącza się do Jahy. Murphy i Emori uciekają przed Jahą, wyrzucając plecak z komputerem do wody. A.L.I.E. prezentuje Gideonowi Miasto Światła, twierdząc iż każdy w nim może cieszyć się życiem wiecznym. |    |                                   |                             |                                           |                               |                   |                                    |
| 32 | 3  | Ye Who Enter Here                 | Wy, którzy tu wchodzicie    | Antonio Negret                            | Kim Shumway                   | 4 lutego 2016     | 1 czerwca 2016                     |
| Lexa ujawnia Clarke swój plan polegającym na koalicji z ludźmi z Arki. W międzyczasie Bellamy, wraz ze swoją dziewczyną Giną, Octavią i Raven dostarczają do Mount Weather zapasy dla odnalezionej w poprzednim odcinku grupy Skaikru. W kompleksie pojawia się Echo, kobieta, którą uwolnił Bellamy. Informuje ona o tym, iż Ice Nation przygotowuje zamach podczas szczytu w Polis. Bellamy, Pike i Octavia udają się do Polis by zapobiec atakowi. Kiedy docierają na szczyt, okazuje się, iż nie ma na nim zagrożenia. Prawdziwy zamachowiec został w Mount Weather zamierzając wysadzić ośrodek w powietrze. Raven i Sinclair walczą z napastnikiem, nie udaremniając wybuchu bomby, która zabija 36 członków Arki, z tzw. Farm Station. Jedynie Raven i Sinclair wychodzą z zamachu żywi. Zostaje ujawnione, iż Echo współpracuje z królową Ice Nation, Nią. Królowej pomaga Emerson, ostatni ocalały mieszkaniec Mount Weather. |    |                                   |                             |                                           |                               |                   |                                    |
| 33 | 4  | Watch the Thrones                 | Zamach stanu                | Ed Fraiman                                | Dorothy Fortenberry           | 11 lutego 2016    | 1 czerwca 2016                     |
| Do walki o tron królowa Nia wyznacza swojego syna Roana, by zmierzył się z Lexą. W Arkadii Bellamy przeżywa żałobę po śmierci Giny. Pike konfrontuje się z Kane'em i Abby, kwestionując ich decyzję na temat zachowania względem Ziemian, którzy z rozkazu Lexy rozlokowali się wokół Arkadii. Pike przekonuje Bellamy'ego do ataku na Ziemian. Lincoln, Abby i Kane powstrzymują Pike w ostatniej chwili przed atakiem. Pike wykorzystuje jednak gotowość obozu do ataku, zbijając kapitał polityczny, przed wyborami nowego kanclerza. Lexa walczy z Roanem, jednakże nie zabija go, ale jego matkę, którą ogląda pojedynek. Roan zostaje królem Ice Nation. W Arkadii Pike zostaje nowym kanclerzem. |    |                                   |                             |                                           |                               |                   |                                    |
| 34 | 5  | Hakeldama                         | Hakeldama                   | Tim Scanlan                               | Charlie Craig                 | 18 lutego 2016    | 1 czerwca 2016                     |
| Clarke, Lexa i grupa Ziemian z Polis odkrywa zmasakrowaną przez Pike'a i jego ludzi armię. Indra przeżywa masakrę dzięki wstawiennictwu Bellamy'ego. Indra przekazuje wiadomośc, iż Pike jako nowy lider Skaikru porozumienie z klanami. Lexa pozwala Clarke powrócić do Arkadii. Nie udaje jej się przekonać Bellamy'ego do odstąpienia od wojny. Lexa nie zamierza jednak brać odwetu, licząc iż w ten sposób przerwie spiralę przemocy. W międzyczasie Murphy i Emori ustawiają pułapkę, polując na ludzi na szlakach handlowych. Murphy zostaje złapany przez Ziemianina, który zauważa u niego pigułkę rozdawaną przez Jahę. Ziemianin domaga się od Murphy'ego by wyjawił skąd wziął pigułkę. Jaha dociera do Arkadii, aby rekrutować kolejnych ludzi do Miasta Światła rozdając pigułki. Zdewastowana przez ból Raven decyduje się wziąć pigułkę. Po jej zażyciu ujawnia się jej A.L.I.E. |    |                                   |                             |                                           |                               |                   |                                    |
| 35 | 6  | Bitter Harvest                    | Gorzkie żniwa               | Dean White                                | Kira Snyder                   | 25 lutego 2016    | 1 czerwca 2016                     |
| Roan doprowadza Emersona do Polis. Clarke ma zdecydować o jego losie. Dziewczyna nie decyduje się go zabić, każe Lexie go wygnać. Octavia i Kane dowiadują się o planach Pike'a, który zamierza zniszczyć pobliską wioskę Ziemian po to, by pozyskać ziemie uprawne. Octavia wyrusza ostrzec mieszkańców. Mieszkańcy wioski zastawiają pułapkę na ludzi Skaikru. Octavii udaje się w ostatniej chwili ostrzec brata przed niebezpieczeństwem. Abby odbiera od Jahy pigułki z chipami. A.L.I.E. rozkazuje Raven znaleźć w Arkadii pozostałości po iteracji A.L.I.E. 2.0. Kiedy poszukiwania zawodzą, Raven i A.L.I.E. dochodzą do wniosku, iż iteracja znajduje się w mitycznej trzynastej stacji o nazwie Polaris, która nigdy nie połączyła się z Arką w kosmosie. Titus (przyboczny Lexy) torturuje Murphy'ego aby pozyskać od niego informacje na temat symbolu z pigułki, którą rozdawał Jaha. Titus przechowuje pozostałości po stacji Polaris. Na statku są zmazane dwie litery, w związku z tym zachowana nazwa brzmi Polis. |    |                                   |                             |                                           |                               |                   |                                    |
| 36 | 7  | Thirteen                          | 13 klan                     | Dean White                                | Javier Grillo-Marxauch        | 3 marca 2016      | 1 czerwca 2016                     |
| Murphy przekonuje Titusa, by opowiedział mu więcej o początkach religii Ziemian. Okazuje się, iż pierwszą przywódczynią była kobieta z trzynastej stacji, a nie ocalała z zagłady nuklearnej. Retrospekcje ukazują rozpoczęcia nuklearnej zakłady przez A.L.I.E. Twórczyni tego oprogramowania, Becca, próbowała opracować A.L.I.E. 2.0, która współpracowała by z ludźmi zamiast niszczyć ich rasę. Arka niszczy trzynastą stacją z powodu niesubordynacji. Becca ewakuuje się przed eksplozją i dociera do Ziemi, mając zaimplementowaną w szyi A.L.I.E. 2.0. W czasie teraźniejszym Clarke i Lexa planują blokadę Arkadii, do czasu usunięcia Pike'a z funkcji kanclerza. Clarke i Lexa odbywają stosunek seksualny w ramach pożegnania. Titus próbuje zabić Clarke z broni palnej, aby zniszczyć sojusz pomiędzy Ziemianami a Skaikru, przy okazji wrabiając w zabicie Clarke Murphy'ego. W wyniku nieszczęśliwego wypadku mężczyzna strzela do Lexy, powodując jej śmierć. Po śmierci Lexy okazuje się, iż była ona nosicielką implantu A.L.I.E. 2.0. Titus opisuje ten implant jako „duszę komandorki”. |    |                                   |                             |                                           |                               |                   |                                    |
| 37 | 8  | Terms and Conditions              | Warunki                     | John Showalter                            | Charlie Craig                 | 10 marca 2016     | 1 czerwca 2016                     |
| Ziemianie organizują blokadę Arkadii, żądając od Pike'a kapitulacji. Pike planuje działania wojenne, podczas gdy Kane planuje pojmanie Pike'a i dostarczenie go do Ziemian. Sinclair daje się zaaresztować a następnie wdaje się w kłótnię z uwięzionym Lincolnem po to, by odwrócić uwagę strażników. W tym czasie Kane porywa Pike'a. Bellamy i inni strażnicy przechwytują jednak Pike'a przy bramie wjazdowej. Raven przekonuje Jaspera, by pomógł jej się włamać do gabinetu Pike'a po to, by odzyskać przyrząd do tworzenia chipów. Jaspera orientuje się, iż Raven nie jest sobą (nie pamięta o Finnie), wobec czego ostatecznie nie pomaga jej w zdobyciu urządzenia. Jaha koncentruje się na realizacji swojego planu, podczas gdy Pike skazuje Kane'a na śmierć za zdradę, zmuszając Monty'ego i Bellamy'ego do opowiedzenia się po jednej ze stron w obliczu zbliżającej się wojny. |    |                                   |                             |                                           |                               |                   |                                    |
| 38 | 9  | Stealing Fire                     | Strażnik Płomienia          | Heidi Cole McAdams                        | Uta Briesewitz                | 31 marca 2016     | 1 czerwca 2016                     |
| W Polis ma odbyć się konklawe, na którym zostanie wybrany nowy dowódca. Ontari, była strażniczka królowej Nia, skrytobójczo morduje wszystkich kandydatów (mających tzw. nocną krew) i ogłasza się samozwańczo nowym przywódcą. Clarie i Murphy kradną sztuczną inteligencję A.L.I.E. 2.0, która przez Ziemian nazywana jest Płomieniem i jednocześnie jest atrybutem dowódcy. Titus ogłasza Clarke nowym strażnikiem płomienia i poleca jej, by odszukała przyjaciółkę Lincolna – Lunę, w której żyłach płynie nocna krew. Titus uważa, iż to właśnie Luna powinna być nowym przywódcą. Titus po przekazaniu misji, popełnia samobójstwo, by nie zostać wykorzystanym przez Ontari. Ontari decyduje się oszukać pozostałych Ziemian i ogłasza, iż posiada Płomień, wtajemniczając w mistyfikację Roana i Murphy'ego. W międzyczasie Bellamy udaje się do siostry, by prosić ją o pomoc w ocaleniu Kane'a, Lincolna i Sinclaira od egzekucji. Bellamy zostaje jednak wzięty za wroga i pojmany przez siostrę i Indrę. Abigail, Octavia, Miller i Harper planują we własnym zakresie ocalić Kane'a i pozostałych. Pomaga im także Monty. Lincoln poświęca się, by inni skazani mogli uciec. Ukryta w zaroślach Octavia ogląda scenę, w której Pike strzela Lincolnowi w głowę.                                                                                            |    |                                   |                             |                                           |                               |                   |                                    |
| 39 | 10 | Fallen                            | Upadek                      | Charmaine DeGrate, Javier Grillo-Marxuach | Matt Barber                   | 7 kwietnia 2016   | 1 czerwca 2016                     |
| Murphy pełni funkcję fałszywego Flamekeepera (obrońcy płomienia), pomagając Ontari przekonać Ziemian, iż jest ona prawowitą następczynią Lexy. Pike odkrywa, iż Monty pomógł w ucieczce Kane'a i Sinclaira. Zdemaskowany Monty opuszcza Arkadię i udaje się do Dropship, gdzie czeka na niego Kane, Bellamy i Octavia. Miejsce zostaje zaatakowane przez Pike'a i jego oddział, którzy biorą rewolucjonistów za zakładników. Bellamy deklaruje się po stronie Pike'a i doprowadza go do jaskini, w której ukrywają się pozostali buntownicy. Pike'a przystaje na propozycję, zostaje jednak zdradzony i doprowadzony do Bellamy wprost w ręce Ziemian. W międzyczasie A.L.I.E. przejmuje kontrolę nad Arkadią. A.L.I.E. wykorzystuje Raven, by zmusiła Abigail do zażycia chipu. Jasper orientuje się, iż cała baza znajduje się już pod kontrolą A.L.I.E., udaje mu się uciec, zabierając ze sobą nieprzytomną Raven. Chłopak uciekając napotyka Clarke. |    |                                   |                             |                                           |                               |                   |                                    |
| 40 | 11 | Nevermore                         | Nigdy więcej                | Ed Fraiman                                | Kim Shumway                   | 14 kwietnia 2016  | 1 czerwca 2016                     |
| Clarke i Jasper łączą spotykają się z Bellamym, Octaviąi Sinclairem. Grupa podejmuje decyzje, by przeprowadzić pierwotny plan Raven i uwolnić ją spod kontroli A.L.I.E. dzięki budowie elektromagnesu złożonego ze starych opasek członków 100. Clarke prowadzi grupę do Niylah, która posiada jedną z ocalałych opasek. Na miejscu dochodzi do scysji pomiędzy Clarke i Jasperem, który ponownie porusza kwestię śmierci Mayi, Niylah z kolei jest zła na Skaikru z powodu śmierci jej ojca, który zginął przez Pike'a. Kontrolowana przez A.L.I.E. Raven za pomocą socjotechniki stara się podżegać spory w grupie. Monty i Octavia wracają do statku (Dropship), by zdobyć części potrzebne do budowy elektromagnesu, zostają jednak zaatakowani przez matkę Monty'ego, która znajduje się pod kontrolą A.L.I.E. Monty zmuszony jest do zabicia matki, aby ratować życie Octavii. Za pomocą elektromagnesu grupie udaje się przywrócić Raven jej świadomość. Okazuje się, iż usunięcie chipu ma związek z wypłynięciem metalicznej substancji z szyi osoby kontrolowanej przez A.L.I.E. , Clarke kojarzy, iż substancja ta została nazwana przez Titusa „płomieniem”. Raven wyjawia, iż tylko osoba obdarzona mocą płomienia może zatrzymać A.L.I.E. |    |                                   |                             |                                           |                               |                   |                                    |
| 41 | 12 | Demons                            | Demony                      | P.J. Pesce                                | Justin Juel Gillmer           | 21 kwietnia 2016  | 1 czerwca 2016                     |
| Clarke wraz z grupą wraca do Arkadii, miejsce jest jednak opuszczone. Grupa napotyka za to dziennik Lincolna, w którym wytyczona jest mapa do kryjówki Luny. Zamaskowany napastnik atakuje Millera, Harper i Bryana, którzy przebywają poza Arkadią. Napastnik atakuje następnie grupę Clarke i uprowadza Octavię, Jaspera, Monty'ego oraz Raven, zabijając Sinclaira i zmuszając Bellamy'ego do poddania się. Napastnikiem okazuje się być Emerson, który zamierza zemścić się na Clarke, zmusza ją, by patrzyła na powolną śmierć swoich przyjaciół. Clarke udaje się użyć Płomienia, który zabija Emersona (ponieważ w jego żyłach nie płynie tzw. nocna krew). Bellamy odkrywa ciało Lincolna. Grupa organizuje pogrzeb, podczas którego skremowane zostaje także ciało Sinclaira. Clarke, Bellamy, Octavia i Jasper udają się w podróż, by odnaleźć Lunę, podczas gdy Raven i Monty pozostają w Arkadii, by spróbować zhakować oprogramowanie A.L.I.E. W międzyczasie do Polis dociera Emori, która spotyka Murphy'ego. Wprowadza on ją w aktualną sytuację dotyczącą Ontari. Jaha także dociera do Polis, wiedząc o oszustwie Ontari. Okazuje się, iż Emori jest już pod kontrolą A.L.I.E., chip połyka także Ontari, która nakazuje aresztowanie Murphy'ego. Zdobywając kontrolę nad Ontari, A.L.I.E. uzyskuje władzę nad liderami zarówno Ziemian jak i Skaikru. |    |                                   |                             |                                           |                               |                   |                                    |
| 42 | 13 | Join or Die                       | Przyłącz się albo giń       | Dean White                                | Julie Benson, Shawna Benson   | 28 kwietnia 2016  | 1 czerwca 2016                     |
| W retrospekcjach pokazany jest Pike, który szkolił członków 100 na Arce, przed rozpoczęciem misji. Pike bije Murphy'ego po to, by pokazać reszcie grupy, iż należy walczyć o przetrwanie. W czasie teraźniejszym Kane i Pike zjawiają się w Polis i zostają wzięci do niewoli przez Ontari, która wcześniej zmusiła Ziemian by przyjęli chip. Wzięty do niewoli Pike, zostaje umieszczony w tej samej celi co Indra. Indra torturuje Pike'a w ramach zemsty za rzeź swoich ludzi. Murphy jednak przekonują ją i pozostałych, by odłożyli animozje i zjednoczyli się przeciwko wspólnemu wrogowi, czyli wyznawcom A.L.I.E. Abi próbuje dowiedzieć się od Kane'a gdzie znajduje się Clarke. Kiedy to nie przynosi rezultatów, próbuje popełnić samobójstwo, by zmusić Kane'a do przyjęcia chipu. W międzyczasie Clarke, Bellamy i Jasper orientują się, iż nie istnieje już wioska Luny, ale odkrywają krzew, który płonie na zielono, co jest sygnałem dla ludzi Luny. Ludzie Luny odurzają Clarke i jej grupę oraz dostarczają ich na opuszczoną platformę wiertniczą, która jest nowym domem dla Luny i jej ludzi. Ludna odmawia przyjęcia płomienia i zostania nową przywódczynią. |    |                                   |                             |                                           |                               |                   |                                    |
| 43 | 14 | Red Sky at Morning                | Zorza poranna               | P.J. Pesce                                | Lauren Muir, Kira Snyder      | 5 maja 2016       | 1 czerwca 2016                     |
| W Arkadii Harper uwodzi Monty'ego, podczas gdy Raven włamuje się do Miasta Światła. Przedostaje się przez firewalla do Cytadeli, ale zostaje zablokowana przez ducha Hanny (matki Monty'ego). Monty kasuje z serwera kod swojej matki, unicestwiając ją w przestrzeni wirtualnej. A.L.I.E. nie zostaje jednak pokonana, ponieważ ewakuuje się z komputera w Arkadii. W międzyczasie Murphy, Indra i Pike uciekają z lochów w Polis i niszczą główny procesor A.L.I.E., nie przynosi to jednak żadnego efektu, ponieważ wcześniej AI przeniosło się do komputera Arki orbitującego w przestrzeni kosmicznej. Na platformie wiertniczej Clarke planuje, by siłą zaszczepić Lunie płomień, zostaje jednak przez nią pokonana. Część ludzi Luny wraca z lądu, okazuje się, iż zostali zainfekowani chipem i są pod kontrolą A.L.I.E. Ludzie ci porywają Jaspera i Luny, podczas gdy Clarke, Bellamy i Octavia zostają uratowani przez nową przyjaciółkę Jaspera – Shay. Luna zostaje uwolniona. Postanawia siłowo odesłać Clarke z powrotem na ląd. |    |                                   |                             |                                           |                               |                   |                                    |
| 44 | 15 | Perverse Instantiation – Part One | Cel uświęca środki: Część 1 | Ed Fraiman                                | Aaron Ginsburg, Wade McIntyre | 12 maja 2016      | 1 czerwca 2016                     |
| Clarke napotyka w lesie Roana, która decyduje się pomóc w infiltracji Polis i ewentualnego wszczepienia płomienia Ontari w przypadku braku innych możliwości. Po tym jak Clarke, Bellamy, Octavia, Roan, Miller i Bryan opuszczają Arkadię, okazuje się, iż Jasper jest już pod kontrolą A.L.I.E., która przejęła go podczas pobytu na platformie. Jasper bierze Harper za zakładniczkę i szantażuje Raven oraz Monty'ego. W Polis Roan zostaje zastrzelony przez Kane'a tuż po wkroczeniu do miasta. Clarke zostaje uprowadzona, a następnie torturowana przez swoją matkę, która chce wydobyć od córki kod aktywacji płomienia. Grupa Murphy'ego, Pike'a i Indry odbija część osób. Bellamy i Murphy próbują ocalić Clarke, podczas gdy pozostali walczą z akolitami A.L.I.E. Indra ratuje Kane'a, pomimo iż ten działa pod kontrolą A.L.I.E. Kane bierze ją do niewoli. Bellamy i Murphy ratują Clarke i Abigail. Nie mogą jednak zaszczepić płomienia w ciele Ontari, ponieważ kobieta zostaje raniona przez Jahę i doznaje nieodwracalnego uszkodzenia mózgu. |    |                                   |                             |                                           |                               |                   |                                    |
| 45 | 16 | Perverse Instantiation – Part Two | Cel uświęca środki: Część 2 | Dean White                                | Jason Rothenberg              | 19 maja 2016      | 1 czerwca 2016                     |
| W Arkadii Monty uwalnia Harper i unieszkodliwia Jaspera. W Polis wieża zostaje opanowana przez ekipę niebędącą pod kontrolą A.L.I.E. Abigail dokonuje transfuzji krwi, przetaczając krew Ontari do Clarke. Clarke mając w żyłach nocną krew może przyjąć płomień. Po przyjęciu płomienia Clarke przenosi się do Miasta Światła, gdzie zostaje i spotyka ducha Lexy jako sprzymierzeńca. Raven pomaga Clarke dotrzeć do stacji Polaris, na której znajduje się przełącznik, który dezaktywuje A.L.I.E. Na stacji Clarke spotyka awatary Becci (twórcy A.L.I.E.) oraz samą A.L.I.E. W tym samym czasie ciało Clarke, które pozostało w Polis jest bronione przed akolitami przez Pike'a i pozostałych. Clarke dociera do wyłącznika, ale A.L.I.E. próbuje ją przekonać, iż tylko utopijne Miasto Światła jest przyszłością dla ludzi, ponieważ planeta Ziemia zostanie zniszczona w przeciągu 6 miesięcy przez promieniowanie radioaktywne. Becca apeluje do Clarke, by włączyła przełącznik i uwolniła ludzi spod kontroli A.L.I.E. Ostatecznie Clarke naciska przełącznik, niszcząc A.L.I.E. oraz uwalniając umysły wszystkich, którzy byli pod kontrolą sztucznej inteligencji. Po pokonaniu A.L.I.E. Octavia mści się za śmierć Lincolna, zabijając Pike'a. |    |                                   |                             |                                           |                               |                   |                                    |

### Sezon 4 (2017)
11 marca 2016 roku, stacja The CW ogłosiła przedłużenie serialu o 4 sezon
| Nr | #  | Tytuł                | Polski tytuł           | Reżyseria         | Scenariusz                        | Premiera (The CW) | Premiera w Polsce (Netflix Polska) |
| --- | -- | -------------------- | ---------------------- | ----------------- | --------------------------------- | ----------------- | ---------------------------------- |
| 46 | 1  | Echoes               | Echo                   | Dean White        | Jason Rothenberg                  | 1 lutego 2017     | 9 lutego 2017                      |
| Clarke ostrzega Bellamy'ego przed zagładą nuklearną, która ma nastąpić za sześć miesięcy. W Polis narasta napięcie, w związku ze śmiercią wielu osób, których Avatary zabiła Lexa w „City of Light”, broniąc Clarke. Echo przejmuje siłą władzę w „Ice Nation” wykorzystując niechęć mieszkańców Polis do Skaikru. Clarke chcąc uniknąć wojny, postanawia wraz z matką i Octavią pomóc Roanowi, który jest bardzo poważnie ranny. Kobietom udaje się go uratować, dzięki czemu nie dochodzi do walki pomiędzy Skaikru i „Ice Nation”. Echo próbuje namówić Roana do wojny, mężczyzna jednak decyduje się na zawarcie pokoju, po tym jak dostaje od Clarke płomień. Clarke, Bellamy i Jaha wracają do Arkadii, by zastanowić się jak przetrwać zbliżającą się zagładę, spowodowaną topnieniem elektrowni atomowych. Pozostająca w Arkadii Raven prowadzi badania, które mają pomóc zobrazować skalę zagrożenia. Monty i Harper kontynuują swój związek. Jasper próbuje popełnić samobójstwo, jednakże rezygnuje z tego planu dowiedziawszy się o tym, iż wszyscy mieszkańcy Ziemi i tak niedługo umrą w związku z promieniowaniem radiacyjnym. |    |                      |                        |                   |                                   |                   |                                    |
| 47 | 2  | Heavy Lies the Crown | Przywództwo to brzemię | Ed Fraiman        | Justine Juel Gillmer              | 8 lutego 2017     | 16 lutego 2017                     |
| W retrospekcji: Ilian, Ziemianin, który został przez A.L.I.E. zmuszony do zabicia całej swojej rodziny poprzysięga zemstę. Mężczyzna przybywa do Polis, gdzie wraz z Ambasadorem Raphaelem zamierzają wyzwać do walki Roana. Echo trenuje wraz z Roanem walkę, jednakże ze względu na niezagojoną ranę, jego szansę na zwycięstwo są nikłe. Kane i Octavia próbują zniechęcić Raphaela do walki z Roanem. Kiedy perswazja nie przynosi skutku, Octavia morduje Raphaela pozorując atak serca. W Arkadii Raven opracowuje plan uruchomienia statku kosmicznego. Kobieta wysyła Clarke, Bellamy'ego, Monty'ego, Harper, Bryana, i Millera na misję, by odzyskać Alpha Station. Na miejscu okazuje się, iż stacja jest okupowana przez ludzi z Ice Nation. Dzięki glejtowi podarowanemu przez Roana, Skaikru nawiązują porozumienia z okupantami i otrzymują od nich generator wody. Okazuje się jednak, iż na stacji wykorzystywanych jest wielu niewolników, wobec czego Bellamy podejmuje decyzję, by wysadzić generator, doprowadzając do uwolnienia więźniów. Po powrocie do Arkadii Bellamy tłumaczy Raven, iż podjął trudną decyzję, by uratować wielu dobrych ludzi. Clarke wygłasza mowę motywacyjną, aby zjednoczyć mieszkańców Arkadii do walki z nadciągająca Apokalipsą. Jasper psuje morale kwestionując decyzje Clarke. Kane i Abby kontynuują swój romans. |    |                      |                        |                   |                                   |                   |                                    |
| 48 | 3  | The Four Horseman    | Czterej Jeźdźcy        | P.J. Pesce        | Heidi Cole McAdams                | 15 lutego 2017    | 23 lutego 2017                     |
| Jaha przekonuje Clarke i Bellamy'ego, by wyruszyli wraz z nim w poszukiwaniu bunkra, który miał zostać wybudowany przez sektę przed nadejściem wojny nuklearnej. Do Arkadii przybywa grupa Ziemian, wraz z Nyko i Luną. Przybysze cierpią na chorobę popromienną, po tym jak zjedli skażoną rybę. Abby nie może im pomóc, ponieważ Raven nie zezwala na zużycie zapasów na Ziemian. Murphy przybywa do Arkadii, by wykraść zapasy dla siebie i Emori. Mężczyzna podsłuchuje rozmowę Abby i Raven na temat racjonowania leków, a następnie decyduje się wykraść lek, by pomóc w leczeniu Ziemian. W Polis Roanowi zostaje ukradziony płomień. Mężczyzna prosi Octavię o pomoc w jego odnalezieniu. Kobieta odkrywa, iż złodziejką jest Gaia, córka Indry. Octavia wraz z Gaią i Indrą decyduje się oszukać Roana i nie oddać mu płomienia. Misja Jahy kończy się niepowodzeniem, w związku z czym Clarke musi sporządzić listę 100 osób, które mają przeżyć zbliżającą się zagładę. Murphy i Emori decydują się pomóc Arkadii w walce z nadciągającą Apokalipsą. |    |                      |                        |                   |                                   |                   |                                    |
| 49 | 4  | A Lie Guarded        | Psy obronne            | Ian Samoil        | Kim Shumway                       | 22 lutego 2017    | 2 marca 2017                       |
| W Polis Roan zrywa porozumienie z Trikru i Skaikru oraz skazuje Bellamy'ego i Kane'a na śmierć. Grupa na czele z Abby, Raven i Luną powracają na wyspę A.L.I.E., by sprawdzić w jaki sposób krew Luny może pomóc w przetrwaniu zbliżającej się zagłady. Grupa zostaje zaatakowana przez drony, w wyniku ostrzału ginie Nyko a Luna zaczyna się wahać czy chce pomóc Skaikru. Echo stacza walkę z Octavią. Ziemianka poważnie rani Octavię oraz zrzuca ją w przepaść. W Polis Echo oznajmia Bellamy'emu iż Octavia nie dała się pojmać żywcem. Jasper i Monty ujawniają listę Clarke doprowadzając do konfliktu. Mediacji podejmuje się Jaha, któremu udaje się załagodzić spór. Octavia budzi się na brzegu rzeki, skąd konno rusza w drogę powrotną. |    |                      |                        |                   |                                   |                   |                                    |
| 50 | 5  | The Tinder Box       | Beczka prochu          | John F. Showalter | Morgan Gendel                     | 1 marca 2017      | 9 marca 2017                       |
| Raven i Abby odkrywają, iż posiadają w swoich umysłach cząstkę wiedzy Beccy, po tym jak obie kobiety zostały wyjęte spod kontroli A.L.I.E. za pomocą EMP, a nie przez przełącznik, który nacisnęła Clarke. Raven odkrywa badania Beccy nad Nightblood oraz specjalną rakietę ukrytą w laboratorium. Ilian przynosi ciężko ranną Octavię do Arkadii. Mężczyzna po dostaniu się do bazy Skaikru rozpoczyna swoją zaplanowaną wcześniej akcję sabotażową. Do Arkadii przybywa także Niylah. Octavia ostrzega swoich ludzi o planowanym ataku Roana. Clarke organizuje kontrofensywę i otacza Roana, Echo i pozostałych wojowników Azgedy w kanionie. Dochodzi o pertraktacji pomiędzy Roanem i Clarke. Król domaga się oddania Arkadii, Clarke zaś oferuje podział miejsc w stosunku 50 do 50. Bellamy współpracuje z Echo próbując powstrzymać Rileya, który planuje zabicie Roana. Ilian niszczy bazę Skaikru, uniemożliwiając zrealizowanie porozumienia pomiędzy Skaikru i Azgedą. |    |                      |                        |                   |                                   |                   |                                    |
| 51 | 6  | We Will Rise         | Powstaniemy            | Dean White        | Charmaine DeGrate                 | 15 marca 2017     | 23 marca 2017                      |
| Clarke, Bellamy i Roan wyruszają w podróż, by dostarczyć Raven beczki z hydrazyną, dzięki którym możliwa będzie podróż w kosmos i stworzenie Nightblood. Mieszkańcy Arkadii domagają się egzekucji Iliana, na co nie pozwala Kane. Octavia doprowadza jednak do konfrontacji pomiędzy Kane'em a rozjuszonym tłumem. Kobieta rezerwuje sobie prawo wykonania egzekucji. Kiedy dochodzi do wykonania kary, Octavia uświadamia sobie, iż w ten sam sposób zginął Lincoln. Ostatecznie Ilian zostaje ułaskawiony przez Jahę, a Octavia opuszcza Arkadię. Horda Trikru atakuje konwój Clarke, po tym, jak w jednym z samochodów zostaje dostrzeżony Roan wraz ze swoimi ludźmi z Azgedy. W wyniku walki beczki z Hydrazyną zostają uszkodzone. Raven na wieść o utracie paliwa dostaje zapaści. |    |                      |                        |                   |                                   |                   |                                    |
| 52 | 7  | Gimme Shelter        | Bezpieczne schronienie | Tim Scanlan       | Terri Hughes Burton, Ron Milbauer | 22 marca 2017     | 30 marca 2017                      |
| Po opadzie czarnego deszczu Bellamy podejmuje się ryzykownej akcji ratunkowej. Harper obwinia się o to, iż podczas opadu nie pomogła koledze, przez co naraziła go na powolną śmierć. W laboratorium Becci, Emori podsłuchuje rozmowę Abby i Clarke dotyczącą eksperymentów polegających na sprawdzeniu czy szpik Luny przyjmie się u innych ludzi. Emori jest przekonana, iż Abby będzie eksperymentować na niej, o swoich obawach mówi Johnowi. W domu A.L.I.E. zatrzymuje się Clarke. Posesja zostaje zaatakowana przez Ziemianina, o imieniu Baylis, który usiłuje zabić Emori. Kobieta rozpoznaje w napastniku swojego prześladowcę sprzed lat. Baylis zostaje oddany do dyspozycji Abby, która przeprowadza na nim ryzykowne testy medyczne. Emori wyznaje Johnowi, iż to nie Baylis ją skrzywdził, ale oskarżając go, chciała uniknąć bycia królikiem doświadczalnym. Octavia wraz z Ilianem odnajduje sens życia. |    |                      |                        |                   |                                   |                   |                                    |
| 53 | 8  | God Complex          | Prawie jak Bóg         | Omar Madha        | Lauren Muir                       | 29 marca 2017     | 6 kwietnia 2017                    |
| Niylah mimochodem dostarcza Jaha informacji na temat bunkra sekty. Mężczyzna namawia Kane'a, by ponownie wyruszyć w poszukiwaniu obiektu, na wyprawę zostaje zabrany także Monty. W tym czasie w laboratorium Beccy Baylis jest poddawany próbom radiacyjnym. W wyniku eksperymentu, mężczyzna kona w męczarniach. Wychodzi na jaw kłamstwo Emori. Kobieta zostaje wyznaczona do kolejnych eksperymentów, pomimo błagań Johna. Luna także odmawia współpracy, co prowadzi ją do walki z Roanem, który pozbawia ją przytomności i oddaje w ręce Abby. Kane, Jaha i Monty docierają do Polis, gdzie spotykają Indrę. Kobieta prowadzi mężczyzn do swojej córki, która zna lokalizację rzekomego bunkra. Bunkier jest pod kontrolą Azgedy. Kane korzystając z pełnomocnictwa Roana, próbuje w pokojowy sposób dostać się do bunkra. Indra atakuje jednak obiekt, zabijając wojowników Azgedy. Jaha znajduje sposób na otwarcie bunkra, który okazuje się być dobrze wyposażonym obiektem o dużej pojemności. Jasper i Bellamy udają się na spacer, a następnie obaj uczestniczą w imprezie zorganizowanej w Arkadii. Clarke, ma wyrzuty sumienia czy powinna poświęcić Emori. Ostatecznie kobieta decyduje się sama poddać eksperymentom. Uniemożliwia jej to Abby, która dokonuje zniszczenia komory radiacyjnej.                                                         |    |                      |                        |                   |                                   |                   |                                    |
| 54 | 9  | DNR                  | NR                     | Mairzee Almas     | Miranda Kwok                      | 26 kwietnia 2017  | 4 maja 2017                        |
| Raven pozostaje w laboratorium pod opieką Emori i Johna. Kobieta ma halucynację, podczas których widzi Becce. W Arkadii Jaha przygotowuje mieszkańców do transportu do bunkra. Harper wyznaje Monty'emu, iż nie chce żyć pod ziemią i woli zginąć. Dziewczyna dołącza do Jaspera, który wraz z kilkunastoma osobami planuje pozostać w Arkadii. Jaha planuje siłowo zmusić grupę Jaspera do ewakuacji, ostatecznie jednak rezygnuje z tego zamiaru. Monty postanawia pozostać z Harper i Jasperem, aby przekonać ich do zmiany zdania. W międzyczasie trwa spór pomiędzy Trikru i Azgedą o miejsca w bunkrze. Roan konfrontuje się z Indrą, jednakże rozmowy nie przynoszą żadnego rezultatu. Clarke zamierza mianować się dowódcą i przyjąć płomień po to zmusić Trikru i Azgedę do pokoju. Podczas obrzędu, Abby wyjawia iż jej córka posiada nightblood tylko dzięki naukowej sztuczce, wobec czego Roan stwierdza, iż Clarke nie może zostać dowódcą. Mężczyzna proponuje, by zamiast wojny totalnej, klany wystawiły po jednym przedstawicielu do turnieju, którego stawką będzie posiadanie bunkra. Propozycja zostaje bardzo dobrze odebrana przez pozostały klany. Na turniej przybywa Octavia, która przez ostatni czas ukrywała się w wiosce Iliana. |    |                      |                        |                   |                                   |                   |                                    |
| 55 | 10 | Die All, Die Merrily | Umrzemy szczęśliwi     | Dean White        | Aaron Ginsburg, Wade McIntyre     | 3 maja 2017       | 11 maja 2017                       |
| W Polis rozpoczyna się turniej, w którym udział bierze 13 przedstawicieli klanów. W zawodach bierze udział między innymi Octavia, Ilian, Roan oraz Luna, która jest ostatnią przedstawicielką swojego klanu. Bellamy i Kane pozostają w Polis jako obserwatorzy, podczas gdy Clarke wraca do pracy w bunkrze. Octavia podczas turnieju unika otwartych konfrontacji i chowając się czeka na rozwój wypadków. Bellamy zauważa, iż w turnieju bierze udział oszust. Okazuje się nim być Echo, która wbrew woli Roana, zabija kilku uczestników, w tym Iliana. Roan proponuje Octavii sojusz, aby wspólnie zabić Lunę. Luna w walce dwa na jednego, pokonuje Roana, ale ginie z ręki Octavii. Zwyciężczyni turnieju, jako reprezentantka Skaikru, proponuje pozostałym klanom podział bunkra. Wbrew woli Octavii, Clarke w porozumieniu z Jahą, zamyka bunkier, umieszczając w nim tylko ludzi Skaikru. |    |                      |                        |                   |                                   |                   |                                    |
| 56 | 11 | The Other Side       | Po drugiej stronie     | Henry Ian Cusick  | Julie Benson, Shawna Benson       | 10 maja 2017      | 18 maja 2017                       |
| Bellamy dowiaduje się o decyzji Jahy i Clarke o zamknięciu bunkra. Mężczyzna siłowo próbuje wymóc zmianę decyzji, wiedząc iż przy wejściu do bunkra pozostaje Octavia. Abby wbrew woli córki i Jahy postanawia pomóc Bellamy'emu otworzyć bunkier. Przy wejściu do bunkra Octavia obawia się, iż jeżeli Bellamy nie otworzy bunkra do czasu przybycia członków pozostałych klanów, może dojść do rozlewu krwi. Aby temu zapobiec, Octavia zmuszona jest współpracować z Echo. W Arkadii Monty stara się nakłonić Jaspera i Harper do ewakuacji. Harper wyznaje Monty'emu, iż go nie kocha i woli zginąć teraz aniżeli tkwić kilka lat w zamknięciu. Ostatecznie jednak kobieta zmienia zdanie. Jasper przedawkowuje i umiera na oczach Monty'ego. W tym czasie w laboratorium Raven przeżywa kolejne halucynację, podczas których nawiązuje współpracę ze zmarłym Sinclairem. Mężczyzna wyjawia Raven w jaki sposób może się uratować. Kobieta decyduje się walczyć o swoje życie, doprowadzając siebie do hipotermii. Bellamy i Abby ostatecznie otwierają bunkier i wpuszczają przedstawicieli innych klanów. Octavia decyduje się na wygnanie Echo, ale pozwala ludziom z Azgedy zająć miejsca w bunkrze. Jaha wyraża swoje niezadowolenie z podziału bunkra, ponieważ każdemu z klanów przypada po 100 miejsc, a ludzi Skaikru jest kilka razy więcej.              |    |                      |                        |                   |                                   |                   |                                    |
| 57 | 12 | The Chosen           | Wybrańcy               | Alex Kalymnios    | Aaron Ginsburg, Wade McIntyre     | 17 maja 2017      | 25 maja 2017                       |
| W bunkrze wśród ludzi Skaikru ma zostać przeprowadzone losowanie decydujące o tym, kto dostanie miejsce a kto nie. Jaha nie chcąc dopuścić do śmierci swoich ludzi proponuje zbrojne powstanie przeciwko pozostałym klanom przebywającym w bunkrze. Octavia w porozumieniu z Indrą zbroi Ziemian i prowadzi ich na konfrontacje ze Skaikru. Ostatecznie nie dochodzi do walki, ponieważ Kane przekonuje Jahę, by uśpić gazem członków Skaikru i wynieść z bunkra osoby, które przegrały w losowaniu. W międzyczasie Clarke i Bellamy wyruszają po Raven, która pozostaje w laboratorium. Dołączają do nich także Murphy i Emori. Samochód grupy zostaje uszkodzony, po tym, jak konwój atakują Ziemianie. Grupie Clarke pomaga Echo, która zabija napastników. W zamian za pomoc, kobieta otrzymuje skafander. Monty i Harper zabierają Clarke, Bellamy'ego, Johna, Emori i Echo w dalszą podróż w stronę laboratorium. Grupie udaje się dotrzeć na miejsce. |    |                      |                        |                   |                                   |                   |                                    |
| 58 | 13 | Praimfaya            | Praimfaya              | Dean White        | Jason Rothenberg                  | 24 maja 2017      | 1 czerwca 2017                     |
| Octavia zostają dowódcą zjednoczonych klanów (Wonkru) przebywających w bunkrze. Raven, Clarke, Harper, Emori, Echo, Monty, Bellamy i John nie mając czasu na powrót do bunkra wcielają w życie alternatywny plan, polegający na poleceniu rakietą kosmiczną do pozostającego w kosmosie pierścienia. Przygotowania do lotu wymagają wielu poświęceń i pracy pod presją czasu. Echo nie chcąc lecieć w kosmos próbuje popełnić samobójstwo, ale w ostatniej chwili zostaje uratowana przez Bellamy'ego. Clarke podejmuje się zadania uruchomienia wieży nadawczej. Kobiecie nie udaje się wrócić do rakiety przed jej startem i pozostaje na Ziemi. Grupa siedmiu osób dociera do pierścienia. Udaje im się uruchomić aparaturę dostarczającą tlen. Akcja serialu zostaje przeniesiona ponad 6 lat w przyszłość. Zostaje ujawnione, iż Clarke udało się przeżyć. Kobieta opiekuje się dziewczynką o imieniu Madi. W ostatniej scenie sezonu Clarke i Madi obserwują jak przed ich oczami ląduje nieznany im statek kosmiczny. |    |                      |                        |                   |                                   |                   |                                    |

### Sezon 5 (2018)
| Nr | #  | Tytuł               | Polski tytuł             | Reżyseria        | Scenariusz                    | Premiera (The CW) | Premiera w Polsce (Netflix Polska) |
| --- | -- | ------------------- | ------------------------ | ---------------- | ----------------------------- | ----------------- | ---------------------------------- |
| 59 | 1  | Eden                | Eden                     | Dean White       | Jason Rothenberg              | 24 kwietnia 2018  | 2 maja 2018                        |
| Sezon piąty rozpoczyna się od flashbacka, którego akcja ma miejsce 6 tygodni po Praimfaya. Clarke szuka wody i zapasów w Roverze, następnie udaje się do Polis, gdzie bezskutecznie próbuje odkopać bunkier. Następnie udaje się do Arkadii, gdzie znajduje MP3 Mayi, gogle Jaspera oraz jego list pożegnalny adresowany do Monty'ego. Kobieta następnie udaje się do strefy śmierci, w której psuje się Rover podczas burzy piaskowej. Nie mając zapasów Clarke próbuje popełnić samobójstwo, ale w ostatniej chwili dostrzega ptaka, który prowadzi ją do zalesionej strefy, pełnej surowców i wody. W strefie Clarke odkrywa wioskę, pełną ofiar Praimfayi. Jedyną żywą mieszkanką jest mała dziewczynka (która dzięki ciemnej krwi przetrwała apokalipsę), nie jest ona ufna wobec Clarke. Kobiecie udaje się ostatecznie z nią porozumieć i razem rozpoczynają wspólne życie w osadzie. Następnie akcja serialu zostaje przesunięta sześć lat do przodu. W przyszłości Madi i Clarke żyją razem i bardzo dobrze sobie radzą. Po sześciu latach na statku kosmicznym, Raven boi się powrócić na Ziemię. Załoga statku próbuje nawiązać kontakt z jednostką kosmiczną, która przelatuje obok Ziemi. Pasażerowie jednostki lądują na Ziemi na oczach Clarke i Madi. Dziewczyna zostaje zaatakowana przez przybyszów i uratowana w ostatniej chwili przez Clarke. Echo wyznaje Bellamy'emu, iż boi się wrócić na Ziemię z powodu Octavii. W ostatniej scenie odcinka pokazana jest walka na śmierć i życie w bunkrze, którą obserwuje Octavia.                                                                   |    |                     |                          |                  |                               |                   |                                    |
| 60 | 2  | Red Queen           | Czerwona Królowa         | P. J. Pesce      | Terri Hughes Burton           | 1 maja 2018       | 9 maja 2018                        |
| Kilkadziesiąt dni po Praimfaya w bunkrze ma miejsce spotkanie delegatów z poszczególnych klanów na temat ukarania złodzieja, który ukradł koce. Spotkanie zostaje zakłócone po tym, jak Clarke puka od zewnątrz do bunkra. Abby i Marcus próbują bezskutecznie otworzyć właz. Po zawaleniu się wieży ludzie w bunkrze debatują na temat racji żywnościowych. Część Skaikru nie chce dzielić się żywnością z Ziemianami. Dochodzi do rebelii, zorganizowanej przez inżynier o imieniu Kara. Zamyka ona drzwi prowadzące do stołówki i farm produkującej żywność. W stołówce pozostaje większość ludzi Skaikru, podczas gdy Ziemianie zostają odcięci od żywności. Marcus i Abby zostają wzięci do niewoli przez Karę, po tym jak sprzeciwiają się jej rebelii. Jaha zostaje zaatakowany i raniony przez Ziemian, ratuje go Octavia, która wraz z nim obmyśla plan otwarcia drzwi do farm i stołówki. Kobieta boi się, iż po otworzeniu drzwi dojdzie do samosądu na wszystkich Skaikru. Aby do tego nie dopuścić kobieta wyzywa na pojedynek Ziemian, którzy sprzeciwiają się pokojowemu rozwiązaniu konfliktu. Po pokonaniu kilkunastu Ziemian, Octavia poleca, by Jaha otworzył drzwi. Kobieta każe wziąć do niewoli tylko winnych rebelii. Jaha umiera w wyniku odniesionych wcześniej ran. Octavia namaszczona na przewodniczącą wszystkich klanów (Wonkru) skazuje winnych rebelii na walkę na arenie. Akcja serialu zostaje przeniesiona kilka lat do przodu. W bunkrze dalej toczą się walki na arenie, organizowane i nadzorowane przez Octavię. W ostatniej scenie odcinka na arenę wychodzi Marcus Kane. |    |                     |                          |                  |                               |                   |                                    |
| 61 | 3  | Sleeping Giants     | Śpiący giganci           | Tim Scanlan      | Aaron Ginsburg, Wade McIntyre | 8 maja 2018       | 16 maja 2018                       |
| Clarke i Madi ukrywają się przed załogą Eligiusa, Diyoza wysyła McCreary'ego na poszukiwania. Mężczyźnie udaje się pojmać Clarke. Ona jednak nie chce współpracować z najeźdźcami, zmienia jednak zdanie po tym jak Diyoza wydaje rozkaz, by ekipa poszukiwawcza zabiła Madi. Raven wraz ze swoją ekipą dokują na statku Eligius IV. Znajdują tam statek, którym mogą wrócić na Ziemię, a także zahibernowanych więźniów. Jeden z więźniów zostaje zdalnie obudzony, atakuje on Bellamy'ego, który z pomocą Echo go zabija. Raven decyduje się zostać na statku, po to aby pilnować więźniów, pozostaje z nią Murphy (mylnie przekonany o tym, iż na pokładzie znajduje się drugi statek umożliwiający powrót), podczas gdy pozostali udają się na Ziemię. Na powierzchni planety, Bellamy, Echo, Emori, Monty i Harper zostają zaatakowani przez ludzi z Eligiusa. Grupa zostaje ocalona przez Madi. W osadzie zajmowanej przez załogę Eligiusa, McCreary torturuje Clarke elektryczną obrożą, do momentu aż pojawia się Bellamy i oświadcza, iż zabije 283 więźniów pozostających w kosmosie, jeżeli Diyoza nie wypuści Clarke. |    |                     |                          |                  |                               |                   |                                    |
| 62 | 4  | Pandora's Box       | Puszka Pandory           | Dean White       | Charmaine DeGrate             | 15 maja 2018      | 23 maja 2018                       |
| Zostaje ujawnione, iż Kane zostaje zmuszony do walki na arenie, po tym jak został oskarżony o kradzież leków. Mężczyźnie udaje się wygrać pojedynek, ale nie wyjawia prawdy na temat kradzieży, za co zostaje skazany na kolejną walkę. Okazuje się, iż odpowiedzialną za kradzież była Abby. Kolejna walka na arenie zostaje przerwana, po tym jak Bellamy i ludzie Diyozy wwiercają się do bunkra. Podczas akcji ratunkowej uratowani zostają wszyscy uwiezieni członkowi Wonkru. Diyoza współpracując z Bellamym, poleca Milesowi włamanie się do Eligiusa 4 i uratowanie więźniów. Ostatecznie Miles doprowadza do dekompresji statku kosmicznego, aby go powstrzymać, Raven budzi zahibernowanych więźniów. Pozostający na Ziemi żołnierze z Eligiusa łamią rozejm z Clarke i Bellamym, porywając Abby i Kane'a. Ostatecznie Diyoza poleca wrócić na pokład Eligiusa 4, podczas gdy Octavia szykuje swoich ludzi na wojnę. |    |                     |                          |                  |                               |                   |                                    |
| 63 | 5  | Shifting Sands      | Ruchome piaski           | Omar Madha       | Nick Bragg                    | 22 maja 2018      | 30 maja 2018                       |
| Diyoza rozkazuje Abby i Marcusowi uleczenie jednego z jej ludzi, Vinsona. Okazuje się, iż mężczyzna, podobnie jak inni członkowie załogi Eligiusa cierpi na chorobę płuc. McCreary torturuje Raven i Murphy'ego, chcąc wymusić na nich informację w jaki sposób można odblokować system rakiet. Miles przerywa McCreary'emu a następnie wyjawia Raven i Murphy'emu, iż sam zablokował system rakiet. Miles wypuszcza Murphy'ego, który dołącza do Echo, Monty'ego, Harper, Emori i Madi. Ludzie Wonkru próbują przedrzeć się przez pustynię do Shallow Valley, gdzie stacjonuje ekipa Diyozy. Po drodze zostają zaatakowani przez robaki, które wdzierają się do ciała. Diyoza zaprasza na Tequilę Marcusa. Kobieta stara się wybadać jakie zamiary ma Octavia i Wonkru. Zespół Echo dociera do podróżującej przez pustynię ekipy Wonkru. |    |                     |                          |                  |                               |                   |                                    |
| 64 | 6  | Exit Wounds         | Rany wylotowe            | Michael Blundell | Drew Lindo                    | 5 czerwca 2018    | 13 czerwca 2018                    |
| Octavia finalnie poznaje Madi. Clarke kłamie, iż dziewczynka posiada ciemną krew z powodu przeszczepu szpiku. Octavia podtrzymuje decyzje o wygnaniu Echo. Bellamy próbuje wpłynąć na siostrę, aby zmieniła zdanie. Diyoza przesyła Wonkru paczki żywnościowe wraz z komunikatem, iż każdy poza Octavią jest mile widziany w Shallow Valley. W komunikacie znajduje się także propozycja transportu dla każdego, kto opuści Octavię. Octavia proponuje Echo układ, polegający na tym, iż kobieta uda się jako dezerter do bazy Diyozy, by szpiegować dla Wonkru. Do Echo, która w porozumieniu z Octavią udaje dezerterkę, przyłącza się garstka ludzi, niezadowolonych z rządów Octavii. Po przybyciu statku po uciekinierów, Octavia poleca zamordować dezerterów po to, by ucieczka Echo wyglądała na wiarygodną. W międzyczasie McReary poluje na Johna, któremu Emori ostatecznie zdejmuje obrożę, przez co parze udaje się oszukać grupę McReary'ego, a jego samego wziąć do niewoli. Echo udaje się przemycić na statek Diyozy szpiegowski pendrive, który dostała od Monty'ego. Octavia dowiaduje się prawdy o pochodzeniu Madi. |    |                     |                          |                  |                               |                   |                                    |
| 65 | 7  | Acceptable Losses   | Dopuszczalne straty      | Mairzee Almas    | Jeff Vlaming                  | 19 czerwca 2018   | 27 czerwca 2018                    |
| Kane obwinia Abby za to, że z powodu uzależnienia od narkotyków nie była w stanie uratować Kariny. Diyoza przeprowadza rozmowy z uciekinierami z obozu Octavii. Echo przy pomocy Raven zdobywa zaufanie Diyozy donosząc na Shawa. Kobiecie udaje się jednocześnie wpiąć pendrive w sieć Eligiusa i zainstalować konia trojańskiego. Clarke przekazuje Monty'emu list pożegnalny Jaspera. Lektura pisma porusza mężczyznę. Clarke poucza Madi, by podczas treningów udawała słabszą po to, by stanowić konkurencji dla Octavii. Dziewczynce ostatnie nie udaje się ukryć swoich umiejętności podczas walk treningowych. Clarke i Bellamy odkrywają, iż Octavia nakazała hodowle robaków po to, by za ich pomocą zabić ludzi Diyozy. Bellamy i Clarke starają się przekonać Indrę, by zniechęciła Octavię to wojny. Abby dowiaduje się, iż Diyoza jest w ciąży. Kane stawia Abby ultimatum po to, by rozpoczęła odwyk. |    |                     |                          |                  |                               |                   |                                    |
| 66 | 8  | How We Get to Peace | Tak osiągniemy pokój     | Antonio Negret   | Lauren Muir                   | 26 czerwca 2018   | 4 lipca 2018                       |
| Octavia szykuje się do wojny przeciwko Diyozie. Monty pracuje nad poprawą jakości alg, aby dostarczyć pożywienie i uniknąć wojny, podczas gdy Bellamy i Clarke sabotują działania Octavii, mordując za pomocą robaków Cooper i pozorując jej śmierć na wypadek. W dolinie Diyoza oświadcza Kane'owi, iż jest w ciąży oraz planuje z nim wspólną przyszłość opartą na rozwoju i pokoju. Abby odkrywa sposób na uleczenie górników, potrzebuje jednak pomocy Raven w zbudowaniu urządzenia potrzebnego do terapii. Raven zostaje zmuszona do pomocy, kobieta odkrywa, iż Abby jest uzależniona od leków. Octavia po znalezieniu ciała Cooper odkrywa, iż zabójcami byli Clarke i Bellamy. Octavia skazuje Clarke na śmierć, nie odstępując od planowanej wojny. Bellamy truje siostrę po to, by zapadła w śpiączkę. John zawiązuje sojusz z McCrearym. |    |                     |                          |                  |                               |                   |                                    |
| 67 | 9  | Sic Semper Tyrannis | Sic semper tyrannis      | Ian Samoil       | Miranda Kwok                  | 10 lipca 2018     | 18 lipca 2018                      |
| Indra zamierza poddać się Diyozie, lecz jej plan nie znajduje uznania w oczach Millera i pozostałych członków Wonkru. W obliczu tej sytuacji Indra i Bellamy zamierzają uczynić Madi dowódczynią. Sprzeciwia się temu Clarke. W dolinie, Murphy szczuje McCrearego na Diyozę co doprowadza do konfliktu. McCreary przejmuje siłowo dolinę, ale Diyozie udaje się ucieć. Raven, Emori, Echo i Shaw uciekają, Kane i Murphy zostają, by odszukać Abby i Diyozę. Octavia budzi się ze śpiączki i dowiaduje się o zdradzie Bellamy'ego. Clarke zamierza zabić Octavię, ale zostaje powstrzymana przez Niylah. Octavia podobnie jak Clarke nie chce dopuścić do przyjęcia płomienia przez Madi. Niezależnie od ich woli Gaia przeprowadza ceremonię, podczas której do ciała Madi zostaje wszczepiony płomień. Po ceremonii Clarke porywa Madi i ucieka wraz z nią roverem. Octavia aresztuje Bellamy'ego, Indrę i Gaię i skazuje ich na walkę na arenie. |    |                     |                          |                  |                               |                   |                                    |
| 68 | 10 | The Warriors Will   | Wojownicy to zrobią      | Henry Ian Cusick | Julie Benson, Shawna Benson   | 17 lipca 2018     | 25 lipca 2018                      |
| Clarke ucieka z Madi, aby zdemontować dziewczynce płomień. Madi się temu sprzeciwia tłumacząc, że płomień daje jej wizje poprzednich przywódczyń, szczególnie Becci Pramhedy. Bell namawia Octavia, próbuje porozumieć się z Indrą. Indra oświadcza, że podczas walki na arenie zabije Bellamy'ego, a później pozwoli się zabić Gai. Octavia wspomina swoje dzieciństwo i próbuje pomóc bratu w walce, zdradzając mu słabość Indry. Monty próbuje przekonać Octavię do pozostania w bazie, poprzez zademonstrowania jej możliwości Hydrofarmy. Kobieta nie zmienia jednak zdania odnośnie do planu wyruszenia do Shallow Valley. McCreary zabiera Abby narkotyki, zmuszając ją do współpracy i uleczenia go. Abby próbuje dogadać się z Vinsonem, który ostatecznie przynosi jej narkotyki i zabija strażników. Kobieta przedawkowuje. Clarke i Madi znajdują ludzi Diyozy w lesie, którzy zakopują tam ciała. Udaje im się od jednego z nich uzyskać informację o położeniu Abby. Clarke znajduje matkę nieprzytomną. Monty zatrzymuje walkę na arenie, oznajmiając Wonkru prawdę o możliwościach Hydrofarmy, która może wszystkich wyżywić bez konieczności ataku na dolinę. Octavia nie chcąc dopuścić do pokojowego rozwiązania, podpala Hydrofarmę, zmuszając tym samym wszystkich do ataku na Shallow Valley. |    |                     |                          |                  |                               |                   |                                    |
| 69 | 11 | The Dark Year       | Mroczny rok              | Alex Kalymnios   | Heidi Cole McAdams            | 24 lipca 2018     | 1 sierpnia 2018                    |
| Clarke pomaga Abby dojść do siebie po przedawkowaniu leków. McCreary grozi Abby i rozkazuje jej powrót do pracy. Raven, Emori, Murphy oraz Echo robią zwiad przy dolinie. Raven chce, by Shaw pozostał w tyle, podczas gdy mężczyzna podąża dyskretnie za nimi. Grupa Raven zostaje wkrótce otoczona przez ludzi McCrearego, jednakże dzięki pomocy Shawa udaje im się przeżyć atak. W retrospekcji pokazane zostają wydarzenia w bunkrze sprzed kilku lat. Okazuje się, iż walki na arenie zostały zarządzone dlatego, iż uwięzieni w bunkrze ludzie nie mieli żadnego źródła białka. Przegrani na arenie byli następnie zjadani podczas rytualnych posiłków. Clarke i Abby leczą ludzi McCreary'ego. Madi nie zgadza się z tym obrotem sprawy i oznajmia Clarke, że są po stronie wroga. Bellamy zdradza Octavii bezpieczną drogę do doliny, w zamian wymusza na siostrze przychylenie się do pokojowego rozwiązania i podzielania się doliną jeżeli McCreary się podda. Diyoza i Kane udają się do McCreary'ego i oznajmiają, że Wonkru wygra wojnę, ponieważ znają oni strategię przeciwnika. Diyoza i Kane oferują swoje usługi McCreary'emu podczas starcia. |    |                     |                          |                  |                               |                   |                                    |
| 70 | 12 | Damocles – Part One | Damokles: część pierwsza | Dean White       | Justine Juel Gillmer          | 31 lipca 2018     | 8 sierpnia 2018                    |
| 71 | 13 | Damocles – Part Two | Damokles: część druga    | Dean White       | Jason Rothenberg              | 7 sierpnia 2018   | 15 sierpnia 2018                   |

### Sezon 6 (2019)
| Nr | #  | Tytuł                       | Polski tytuł              | Reżyseria        | Scenariusz        | Premiera (The CW) | Premiera w Polsce (Netflix Polska) |
| -- | -- | --------------------------- | ------------------------- | ---------------- | ----------------- | ----------------- | ---------------------------------- |
| 72 | 1  | Sanctum                     | Azyl                      | Ed Fraiman       | Jason Rothenberg  | 30 kwietnia 2019  | 8 maja 2019                        |
| 73 | 2  | Red Sun Rising              | Wschód czerwonego słońca  | Alex Kalymnios   | Jeff Vlaming      | 7 maja 2019       | 15 maja 2019                       |
| 74 | 3  | The Children of Gabriel     | Dzieci Gabriela           | Dean White       | Drew Lindo        | 14 maja 2019      | 22 maja 2019                       |
| 75 | 4  | The Face Behind the Glass   | Twarz za szybą            | Tim Scanlan      | Charmaine DeGraté | 21 maja 2019      | 29 maja 2019                       |
| 76 | 5  | The Gospel of Josephine     | Ewangelia Josephine       | Ian Samoil       | Georgia Lee       | 28 maja 2019      | 5 czerwca 2019                     |
| 77 | 6  | Memento Mori                | Memento mori              | P.J. Pesce       | Alyssa Clark      | 11 czerwca 2019   | 19 czerwca 2019                    |
| 78 | 7  | Nevermind                   | Obszar                    | Michael Blundell | Kim Shumway       | 18 czerwca 2019   | 26 czerwca 2019                    |
| 79 | 8  | The Old Man and the Anomaly | Stary człowiek i Anomalia | April Mullen     | Miranda Kwok      | 25 czerwca 2019   | 3 lipca 2019                       |
| 80 | 9  | What You Take With You      | Co zabierasz ze sobą      | Marshall Virtue  | Nikki Goldwaser   | 9 lipca 2019      | 17 lipca 2019                      |
| 81 | 10 | Matryoshka                  | Matrioszka                | Amanda Tapping   | Drew Lindo        | 16 lipca 2019     | 23 lipca 2019                      |
| 82 | 11 | Ashes to Ashes              | Z prochu powstałaś…       | Bob Morley       | Charmaine DeGraté | 23 lipca 2019     | 31 lipca 2019                      |
| 83 | 12 | Adjustment Protocol         | Protokół korekcji         | Antonio Negret   | Kim Shumway       | 30 lipca 2019     | 7 sierpnia 2019                    |
| 84 | 13 | The Blood of Sanctum        | Krew Sanctum              | Ed Fraiman       | Jason Rothenberg  | 6 sierpnia 2019   | 14 sierpnia 2019                   |

### Sezon 7 (2020)
| Nr  | #  | Tytuł                  | Polski tytuł              | Reżyseria         | Scenariusz       | Premiera (The CW) | Premiera w Polsce (Netflix Polska) |
| --- | -- | ---------------------- | ------------------------- | ----------------- | ---------------- | ----------------- | ---------------------------------- |
| 85  | 1  | From the Ashes         | Z popiołów                | Ed Fraiman        | Jason Rothenberg | 20 maja 2020      | 28 maja 2020                       |
| 86  | 2  | The Garden             | Ogród                     | Dean White        | Jeff Vlaming     | 27 maja 2020      | 4 czerwca 2020                     |
| 87  | 3  | False Gods             | Fałszywi bogowie          | Tim Scanlan       | Kim Shumway      | 3 czerwca 2020    | 11 czerwca 2020                    |
| 88  | 4  | Hesperides             | Hesperydy                 | Diana Valentine   | Sean Crouch      | 10 czerwca 2020   | 18 czerwca 2020                    |
| 89  | 5  | Welcome to Bardo       | Witamy na Bardo           | Ian Samoil        | Drew Lindo       | 17 czerwca 2020   | 25 czerwca 2020                    |
| 90  | 6  | Nakara                 | Nakara                    | P.J. Pesce        | Erica Meredith   | 24 czerwca 2020   | 2 lipca 2020                       |
| 91  | 7  | The Queen's Gambit     | Gambit królowej           | Lindsey Morgan    | Miranda Kwok     | 1 lipca 2020      | 9 lipca 2020                       |
| 92  | 8  | Anaconda               | Anakonda                  | Ed Fraiman        | Jason Rothenberg | 8 lipca 2020      | 16 lipca 2020                      |
| 93  | 9  | The Flock              | Owieczki                  | Amyn Kaderali     | Alyssa Clark     | 15 lipca 2020     | 23 lipca 2020                      |
| 94  | 10 | A Little Sacrifice     | Małe poświęcenie          | Sherwin Shilati   | Nikki Goldwaser  | 5 sierpnia 2020   | 13 sierpnia 2020                   |
| 95  | 11 | Etherea                | Etherea                   | Aprill Winney     | Jeff Vlaming     | 12 sierpnia 2020  | 20 sierpnia 2020                   |
| 96  | 12 | The Stranger           | Obcy                      | Amanda Row Blythe | Ann Johnson      | 19 sierpnia 2020  | 27 sierpnia 2020                   |
| 97  | 13 | Blood Giant            | Krew daje władzę          | Michael Cliett    | Ross Knight      | 9 września 2020   | 17 września 2020                   |
| 98  | 14 | A Sort of Homecoming   | Prawie jak powrót do domu | Jessica Harmon    | Sean Crouch      | 16 września 2020  | 24 września 2020                   |
| 99  | 15 | The Dying of the Light | Umieranie światła         | Ian Samoil        | Kim Shumway      | 23 września 2020  | 1 października 2020                |
| 100 | 16 | The Last War           | Ostatnia wojna            | Jason Rothenberg  | Jason Rothenberg | 30 września 2020  | 8 października 2020                |

### Oglądalność w USA
| Sezon/Odcinek | Ep. 1 | Ep. 2 | Ep. 3 | Ep. 4 | Ep. 5 | Ep. 6 | Ep. 7 | Ep. 8 | Ep. 9 | Ep. 10 | Ep. 11 | Ep. 12 | Ep. 13 | Ep. 14 | Ep. 15 | Ep. 16 |
| ------------- | ----- | ----- | ----- | ----- | ----- | ----- | ----- | ----- | ----- | ------ | ------ | ------ | ------ | ------ | ------ | ------ |
| Sezon 1       | 2.73  | 2.27  | 1.90  | 1.69  | 1.80  | 1.97  | 1.88  | 1.64  | 1.73  | 1.46   | 1.71   | 1.58   | 1.68   | –      | –      | –      |
| Sezon 2       | 1.54  | 1.48  | 1.68  | 1.75  | 1.64  | 1.86  | 1.62  | 1.40  | 1.48  | 1.53   | 1.51   | 1.36   | 1.42   | 1.55   | 1.49   | 1.34   |
| Sezon 3       | 1.88  | 1.63  | 1.57  | 1.32  | 1.36  | 1.41  | 1.39  | 1.20  | 1.23  | 1.13   | 1.08   | 1.15   | 1.27   | 1.13   | 1.17   | 1.29   |
| Sezon 4       | 1.21  | 1.01  | 1.05  | 1.00  | 1.02  | 0.98  | 0.90  | 0.97  | 0.81  | 0.85   | 0.86   | 0.83   | 0.91   | –      | –      | –      |
| Sezon 5       | 1.43  | 1.02  | 1.08  | 1.07  | 0.94  | 0.92  | 0.83  | 0.73  | 0.89  | 0.86   | 0.85   | 0.88   | 0.99   | –      | –      | –      |
| Sezon 6       | 0.86  | 0.81  | 0.82  | 0.73  | 0.73  | 0.64  | 0.72  | 0.63  | 0.70  | 0.57   | 0.54   | 0.61   | 0.59   | –      | –      | –      |
| Sezon 7       | 0.80  | 0.76  |       |       |       |       |       |       |       |        |        |        |        |        |        |        |